# Provincia de Jaén (España)
Jaén es una provincia española situada al noreste de la comunidad autónoma de Andalucía, y al sur de la península ibérica. Se trata de uno de los históricos «Cuatro reinos de Andalucía». Limita por el oeste con Córdoba, por el norte, con Ciudad Real, por el este, con Albacete, y por el sur, con Granada. Su capital es la ciudad de Jaén.
Quedó constituida como provincia en la división administrativa de 1833, conformándose con las villas y ciudades del Reino de Jaén más algunos municipios hasta entonces pertenecientes al Campo de Montiel, como Beas, Chiclana y Montizón, y del Reino de Murcia, el resto de la comarca de Sierra de Segura. Administrativamente está dividida en 97 municipios, agrupados en 10 partidos judiciales.
Su superficie es de 14 496 km², ocupando el 2,67 % del territorio nacional. Tiene una población de 618 678 habitantes a 1 de enero de 2024, de los cuales aproximadamente una tercera parte viven en la capital y su área metropolitana. Cabe destacar junto con la capital, las ciudades de Linares, Úbeda, Andújar, Martos y Alcalá la Real. Otras localidades destacan por su patrimonio cultural e histórico, como Úbeda y Baeza, reconocidas ciudades Patrimonio de la Humanidad. Además, también se encuentran en la provincia lugares históricos como La Carolina, en cuyo término tuvo lugar la batalla de las Navas de Tolosa, y Bailén, donde se libró la famosa batalla de Bailén. En cuanto a patrimonio natural, la provincia cuenta con cuatro parques naturales, siendo el más importante el Parque natural de las Sierras de Cazorla, Segura y Las Villas, el segundo más grande de Europa.

## Toponimia
La etimología de Jaén procedería, según una hipótesis, del nombre latino [villa] Gaiena, «la villa de Gaius» —el antropónimo latino va seguido del sufijo -en— que quedaría como Gaien, interpretado por los musulmanes como Ŷaīyān (en árabe: جَإِيَّان‎), que se usaba durante la época musulmana. Existe también la versión, por parte de algunas familias sefardíes del norte de África, de que tanto su apellido como su ciudad de donde provienen, refiriéndose a Jaén, tienen su origen en la palabra hebrea Dayan, que significa «juez» y derivaría en Yayyan o Djayyan. Cabe mencionar que el nombre con que se conocía la ciudad, capital de la cora de Yayyan en la época del emirato, era حاضرة, «Ḥāḍira», que en árabe significa capital.
Los gentilicios válidos para la provincia de Jaén son jienense, jiennense, giennense, jaenés, -a o jaenero, -a.

## Símbolos

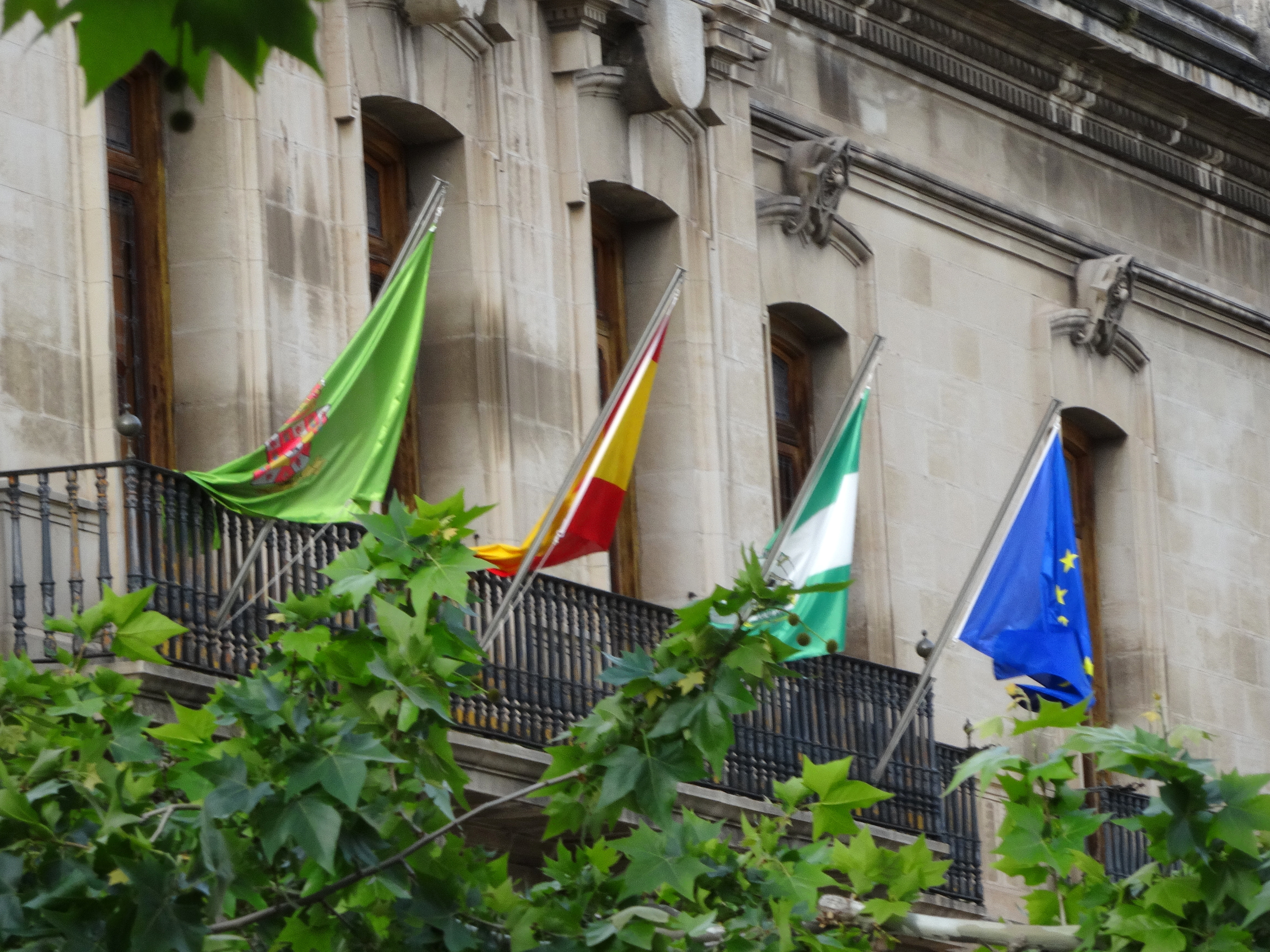
Banderas en la fachada principal del Palacio Provincial de Jaén sede de la Diputación Provincial de Jaén. En primer término la bandera de la provincia

### Bandera
La bandera de la provincia de Jaén fue aprobada por la Diputación Provincial de Jaén, en el pleno celebrado el 3 de marzo de 2014 e inscrita en el Registro Andaluz de Entidades Locales, cumpliendo con la Ley 6/2003, de 9 de octubre de Símbolos, Tratamientos y Registro de las Entidades Locales de Andalucía.
La bandera se dispone en un paño rectangular de proporción 1/1,5 siendo más larga que ancha. Presenta una superficie de 10x15 sectores, ubicándose el escudo a tres sectores del alto y a ocho sectores del ancho; y ocupando seis sectores de alto y cinco sectores de ancho. La bandera es de color pantone verde 377, en referencia al patrimonio natural de la provincia: los cultivos de la Campiña, los extensos Parques Naturales y, sobre todo, el olivar.
| Nombre            | Muestra | Cod. Hex. | RGB | RGB | RGB | HSV | HSV  | HSV |
| ----------------- | ------- | --------- | --- | --- | --- | --- | ---- | --- |
| Pantone verde 377 |         | #6b8f00   | 107 | 143 | 0   | 75° | 100% | 56% |

### Escudo
El escudo de la provincia de Jaén es un campo cuartelado, el primer y el cuarto cuartel de oro y el segundo y el tercero de gules (rojo). Bordura de catorce compones: siete de gules, con un castillo de oro almenado de tres almenas, mazonado de sable (negro) y aclarado de azur, alternados con siete de argén, con un león rampante, de gules, linguado y uñado de oro, y coronado de lo mismo. Sobre el todo, en escusón de plata el rostro de Jesucristo al natural, de carnación y pelo de sable (negro).
El timbre, corona real, forrada de gules, o rojo, cerrada, que es un círculo de oro, engastado de piedras preciosas, compuesto de ocho florones de hojas de acanto, visibles cinco, interpoladas de perlas y de cada una de sus hojas salen cinco diademas sumadas de perlas que convergen en un mundo azur, con el semimeridiano y el ecuador de oro, sumado de cruz de oro.

### Himno
El himno oficial de la provincia de Jaén es la composición Andaluces de Jaén, realizada por Santiago José Báez que incluyó música al poema Aceituneros de Miguel Hernández, recogido en su obra Viento del pueblo. El himno fue presentado el 27 de noviembre de 2012 en el Paraninfo del Conservatorio Superior de Música de Jaén, contando en su primera versión con la voz de la cantaora Carmen Linares. Tras ella, el himno fue interpretado por el tenor Miguel Arjona, acompañado por la Orquesta Sinfónica del conservatorio, el coro del conservatorio y el grupo polifónico de la Real Sociedad Económica de Amigos del País de la Ciudad y Reino de Jaén, dirigidos por Ángel Luis Pérez Garrido.

## Geografía
La provincia de Jaén se localiza en el noreste de Andalucía (España). Hacia el norte limita con las provincias de Ciudad Real y de Albacete, de la comunidad autónoma de Castilla-La Mancha, donde sierra Morena hace el papel de frontera natural entre la Meseta y la Depresión Bética, además de, paso natural entre ambas, gracias al desfiladero excavado por el río Despeñaperros. En la dirección oeste, hace frontera con las comarcas cordobesas del Alto Guadalquivir y la campiña de Baena, que son la continuación de la campiña de Jaén; y la Subbética, que es la continuación de la Sierra Sur de Jaén, divididas por el río Guadajoz. Estas últimas, tienen su continuación en Los Montes granadinos que marcan la frontera sur de la provincia. Por su parte, el límite este provincial lo marcan las sierras de Cazorla, que tiene su extensión en la granadina comarca de Huéscar, y de Segura, que continúa en la homónima región albaceteña.
| Noroeste: Provincia de Ciudad Real y Provincia de Córdoba | Norte: Provincia de Ciudad Real | Nordeste: Provincia de Albacete                    |
| Oeste: Provincia de Córdoba                               |                                 | Este: Provincia de Albacete y Provincia de Granada |
| Suroeste: Provincia de Córdoba y Provincia de Granada     | Sur: Provincia de Granada       | Sureste: Provincia de Granada                      |

### Orografía

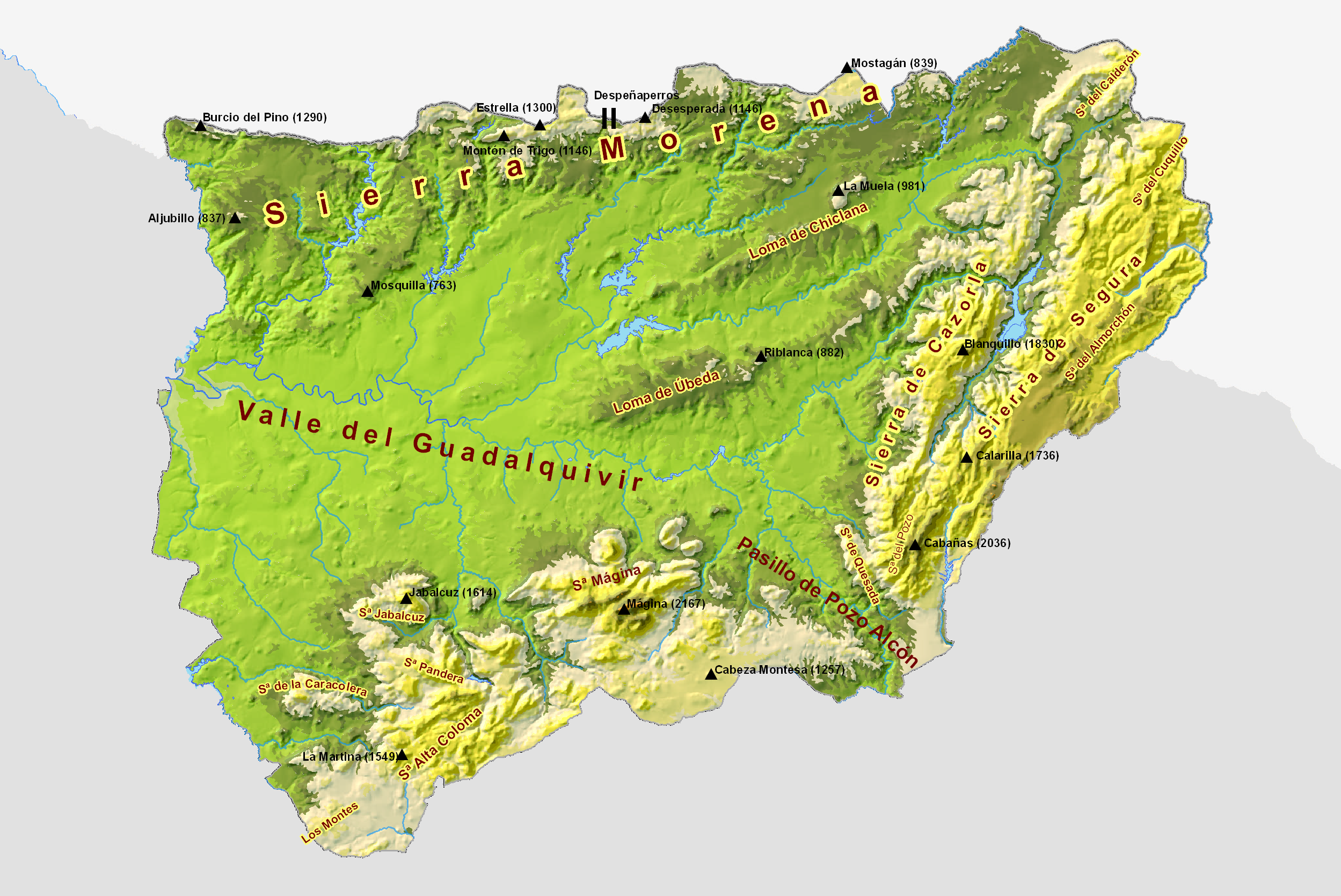
Relieve de la provincia de Jaén

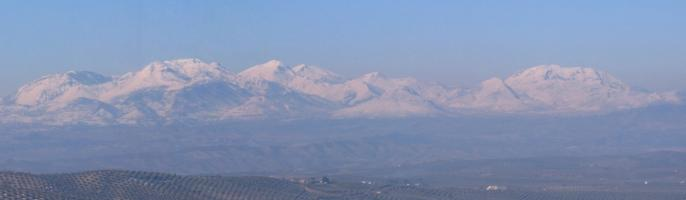
Vista de sierra Mágina, el pico Mágina es la máxima elevación de la provincia

La orografía de la provincia esta marcada por sierra Morena, la depresión del Guadalquivir y las sierras de las cordilleras subbética y prebética.
En la zona norte, se extiende sierra Morena, donde destacan el pico Estrella, el más elevado de esta zona, con 1289 m s. n. m., y el paso de Despeñaperros, formado de forma natural y que sirve de paso entre Andalucía y la Meseta Central.
La depresión del Guadalquivir se extiende en la región central de la provincia, desde las lomas de Úbeda y de Chiclana, separadas por el valle del río Guadalimar, y el pasillo de Pozo Alcón, creado por el valle del río Guadiana Menor y que divide las cordilleras subbética y prebética. Desde la provincia, se extiende por la campiña cordobesa.
Al sur, la cordillera Subbética forma las sierras Sur, la Pandera, Jabalcuz y Mágina, donde el pico Mágina, máxima elevación de la provincia con 2164 m s. n. m., sobresale sobre otros de gran altitud como Almadén, con 2036 m s. n. m.; Miramundos, con 2077 m s. n. m.; o Aznaitín, con 1745 m s. n. m. Separada del macizo principal por el río Jandulilla se encuentra la sierra Cruzada. Por su parte, el pico Jabalcuz alcanza los 1618 m s. n. m.
Al este, el sistema Prebético forma las sierras de Cazorla, Pozo, Huebras y Segura, lugares de nacimiento de los ríos Guadalquivir y Segura. En Cazorla destacan los picos Cerro Blanquillo, a 1830 m s. n. m.Aguilón del Loco, a 1956 m s. n. m.; Las Empanadas, a 2106 m s. n. m. y Cabañas que con 2027 m s. n. m. es la máxima altura de esta zona. En Segura, por su parte, sobresalen los picos El Yelmo con 1809 m s. n. m. y Las Banderillas que con 1993 m s. n. m. es el de más altitud de la sierra.

### Geología
La provincia de Jaén se encuentra dividida en tres unidades geológicas. Al norte de la provincia afloran rocas que forman el relieve de sierra Morena, compuesto principalmente por cuarcita, pizarra y granito del Paleozoico y forman una cordillera montañosa que se formó hace entre 354 y 292 millones de años, también llamada «cordillera Hercínica». Por su parte, al sur de la provincia se encuentra la segunda unidad, correspondiente a las zonas externas de la cordillera Bética, diferenciadas entre Prebético y Subbético. Se compone de rocas del Mesozoico, formadas hace entre 251 y 65,5 Ma, principalmente calizas, dolomías, calizas margosas y margas. Esta cordillera Bética se extiende por el sureste peninsular formando parte de las cordilleras alpinas que se formaron en el Cenozoico, hace entre 34 y 14 Ma y que rodean el Mediterráneo por el sur de Europa y por el norte de África. Forman un relieve abrupto y escarpado.
Entre ambas unidades geológicas se encuentra la depresión del Guadalquivir, formada por rocas sedimentarias más modernas, del Neógeno y Cuaternario, desde hace 23,3 Ma hasta la actualidad, se formaron a partir de sedimentos marinos provenientes del estrecho marino que conectaba, hasta hace unos 5 Ma, el antiguo mar Mediterráneo con el océano Atlántico en el lugar que actualmente ocupa la cuenca del Guadalquivir. Forma un relieve deprimido y alomado, en el que se asientan grandes extensiones de cultivo de olivar. Estas rocas de margas, areniscas y conglomerados no presentan deformaciones, son blandas y poco resistentes a la erosión.

### Hidrografía
La hidrografía de la provincia está marcada por las cuencas alta y media del río Guadalquivir, que ocupan la mayor parte de la provincia. Además, en la provincia, nace el río Segura, siendo Jaén el inicio de su cuenca hidrográfica.

#### Cuenca del Guadalquivir
El río Guadalquivir nace en la sierra de Cazorla, en la Cañada de las Fuentes perteneciente al término municipal de Quesada. Desde aquí, fluye por los municipios de Mogón, Santo Tomé, Chilluévar, La Iruela, Cazorla, Puente del Obispo, Mengíbar, Espeluy, Villanueva de la Reina, Andújar y Marmolejo, para pasar a la provincia de Córdoba. En la actualidad, el río es navegable desde el mar hasta Sevilla, aunque en época antigua las embarcaciones podían llegar hasta Andújar e, incluso, hasta Cástulo, en el Guadalimar.
A lo largo de este recorrido por la provincia, el río recibe el agua de algunos de sus principales afluentes, como río Aguascebas, río Cerezuelo, río Guadiana Menor, río Guadalbullón, por el lado derecho; río Borosa, río Aguamulas, río Guadalimar y río Jándula, por el lado izquierdo. Además, en la provincia se encuentra el principal embalse del río, el pantano del Tranco.

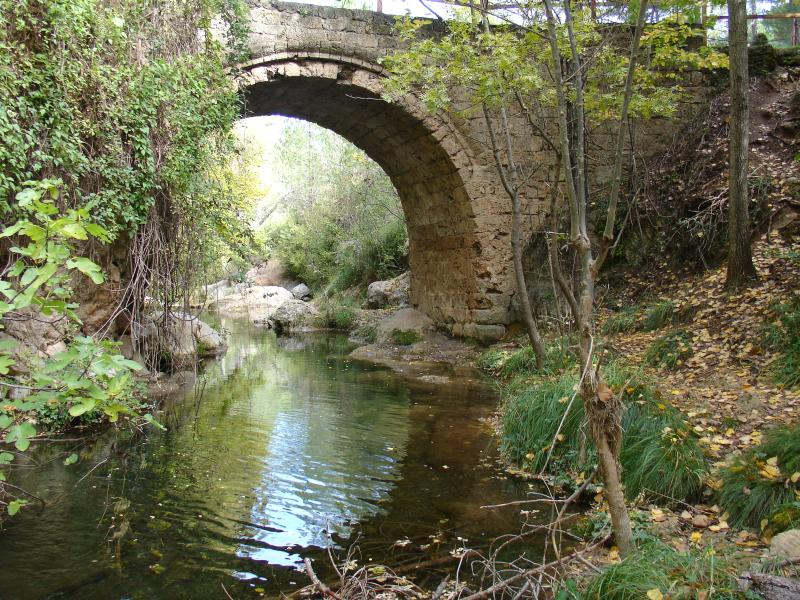
Puente de las Herrerías
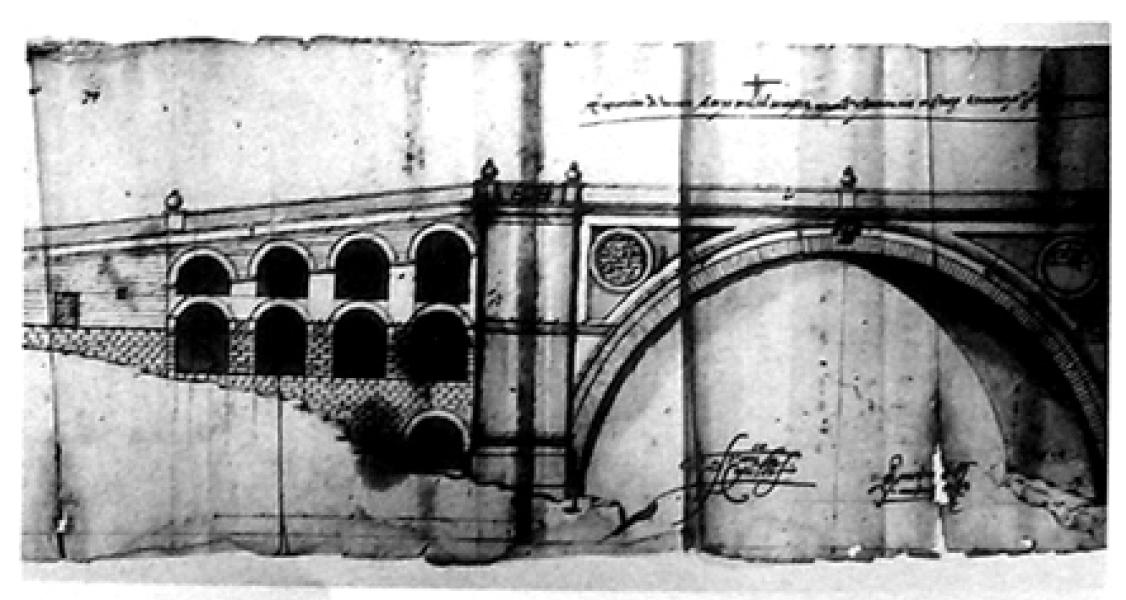
Puente de Mazuecos
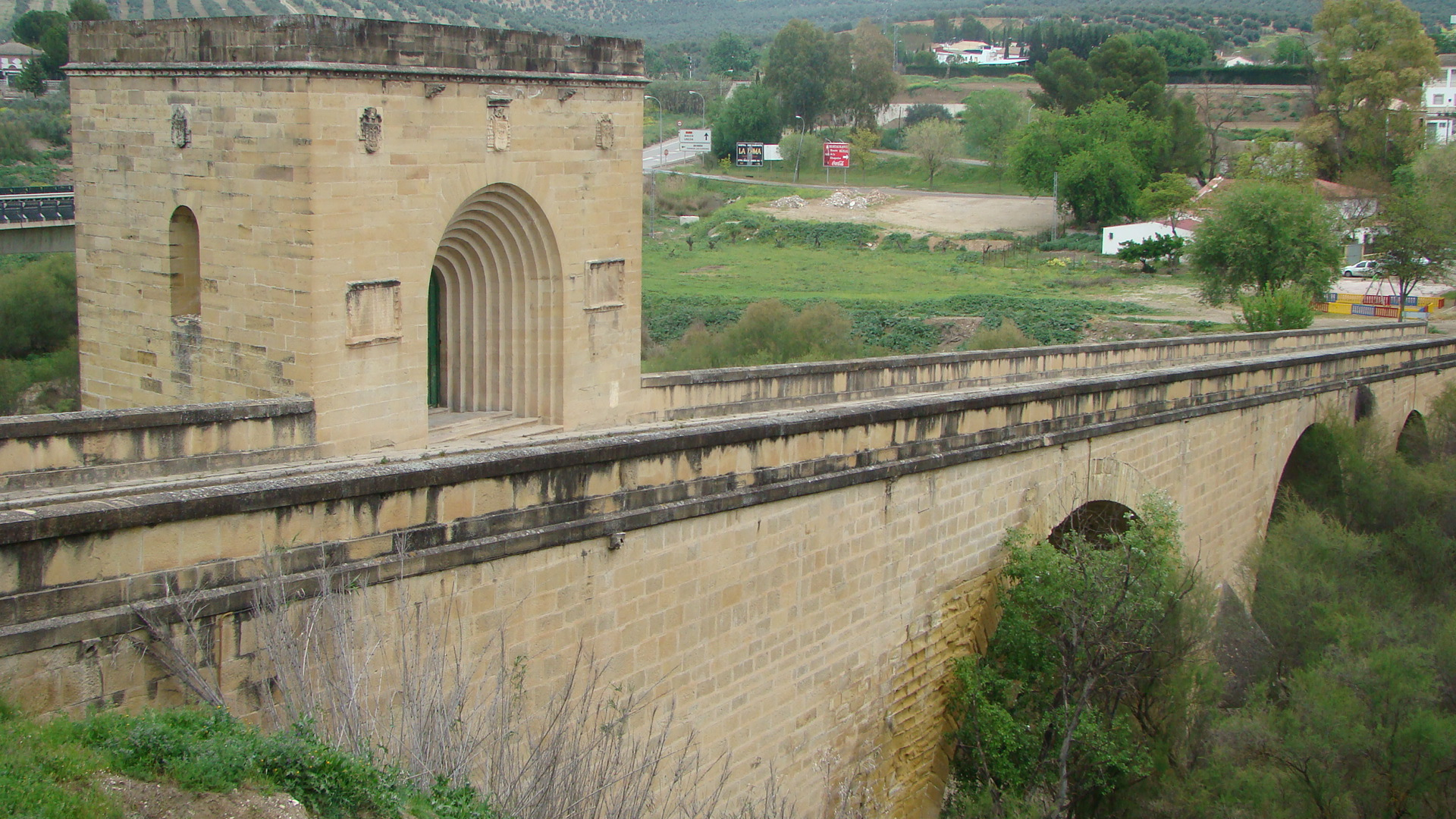
Puente del Obispo

#### Cuenca del Segura
El río Segura nace fruto de una resurgencia en una cueva natural inundada de origen cárstico a 1413 m s. n. m., en Fuente Segura, en el término municipal de Santiago-Pontones. El extremo noreste de la provincia de Jaén es parte de la cuenca hidrográfica del Segura, aportando 594 km², el 3,1 % del total de la cuenca, y 3422 habitantes, lo que representa el 0,2 %. Incluye parte de los términos municipales de Benatae, Hornos, Orcera, Santiago-Pontones, Segura de la Sierra y Siles. Durante sus primeros kilómetros el río transcurre íntegramente por la provincia de Jaén, por un valle estrecho y profundo donde recibe afluentes cortos de abundante caudal. El principal afluente jiennense del Segura es el río Madera.

### Climatología
El clima, puede clasificarse como de tipo mediterráneo con diferentes subtipos (subtropical, templado y continental), está totalmente influenciado por el Valle del Guadalquivir que, abierto al océano Atlántico, condiciona la circulación atmosférica de la provincia. Así los vientos húmedos oceánicos circulan por el valle en primavera y otoño, produciendo abundantes lluvias (en periodos normales), sobre todo en la vertiente oeste de las sierras béticas. De hecho, la gran pluviosidad de la sierra de Segura, resulta en que de ella nazcan dos de los ríos más importantes de la península: El Guadalquivir hacia el oeste, y el Segura hacia el este. La orografía montañosa es el otro factor que complica el clima provincial.
Aunque en la provincia de Jaén no existe una diversidad climática tan amplia como en otras provincias, se pueden encontrar distintos climas:
·El clima mediterráneo subcontinental cálido se encuentra a la orilla del río Guadalquivir (hasta la desembocadura del Guadalimar). Presenta unos inviernos frescos y unos veranos calurosos, debido a la lejanía del mar y a la situación en el fondo del Valle, con una temperatura media anual de 17-18 °C, y con una elevada amplitud térmica, tanto diaria como anual. Aun así, las temperaturas máximas son un poco menos acusadas que las del Valle del Guadalquivir cordobés, debido a su mayor altitud (200–300 m s. n. m.). La pluviometría media anual se sitúa en torno a los 600 mm.
·El clima mediterráneo subcontinental fresco se encuentra en la mayor parte de la provincia: sierra Morena, campiña, la Loma, y en las estribaciones de las Sierras. Presenta unos inviernos frescos y unos veranos cálidos. La temperatura media anual es de 15-17 °C, y las precipitaciones oscilan en torno a los 500 mm. También es un clima menos húmedo que el anterior, ya que no se expone a la presencia de un río grande.
·El clima mediterráneo de montaña se encuentra en las zonas más altas de las Sierras de Cazorla, Segura, Las Villas, Mágina, Subbética (Sierra Sur de Jaén) y Despeñaperros. La temperatura media anual es inferior a los 15 °C siempre, y las precipitaciones aumentan con la altitud. De hecho, la sierra de Cazorla es uno de los lugares más lluviosos de Andalucía (1500 mm).
·El clima mediterráneo continental se encuentra en el extremo sureste de la provincia, concretamente en el término municipal de Pozo Alcón. Este municipio es, geográficamente, la continuación del Altiplano granadino, con el que presenta mayor comunicación y similitudes geográficas (entre ellas, el clima). La temperatura media anual se sitúa en torno a los 13 °C, debido a su elevada altitud. Los inviernos son fríos, y los veranos cálidos, existiendo una elevada amplitud térmica entre el día y la noche, así como a lo largo del año. El clima es árido (<400 mm anuales), debido a su falta de influencia marítima y a la situación de Sierras aldeañas (Cazorla, Segura, Castril, Baza, Orce y la Sagra), que hacen un efecto barrera en cuanto a las precipitaciones.
No obstante, todos estos climas se englobarían dentro del mediterráneo, ya que poseen características comunes, como la distribución de las precipitaciones en la época fría, una temperatura media anual ni muy alta ni muy baja (15-18 °C), y una oscilación térmica no tan acusada (en comparación con otras zonas climáticas).

### Flora

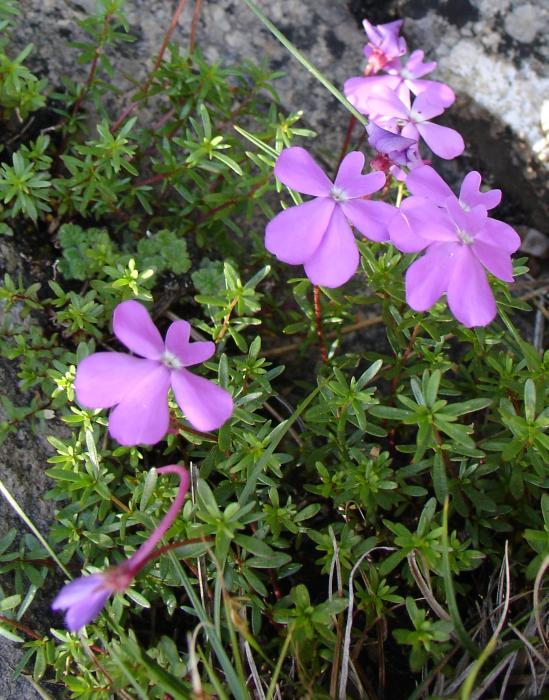
Violeta de Cazorla

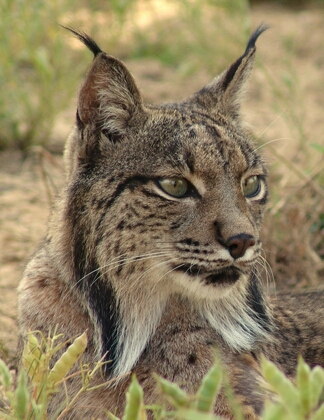
Lince Ibérico

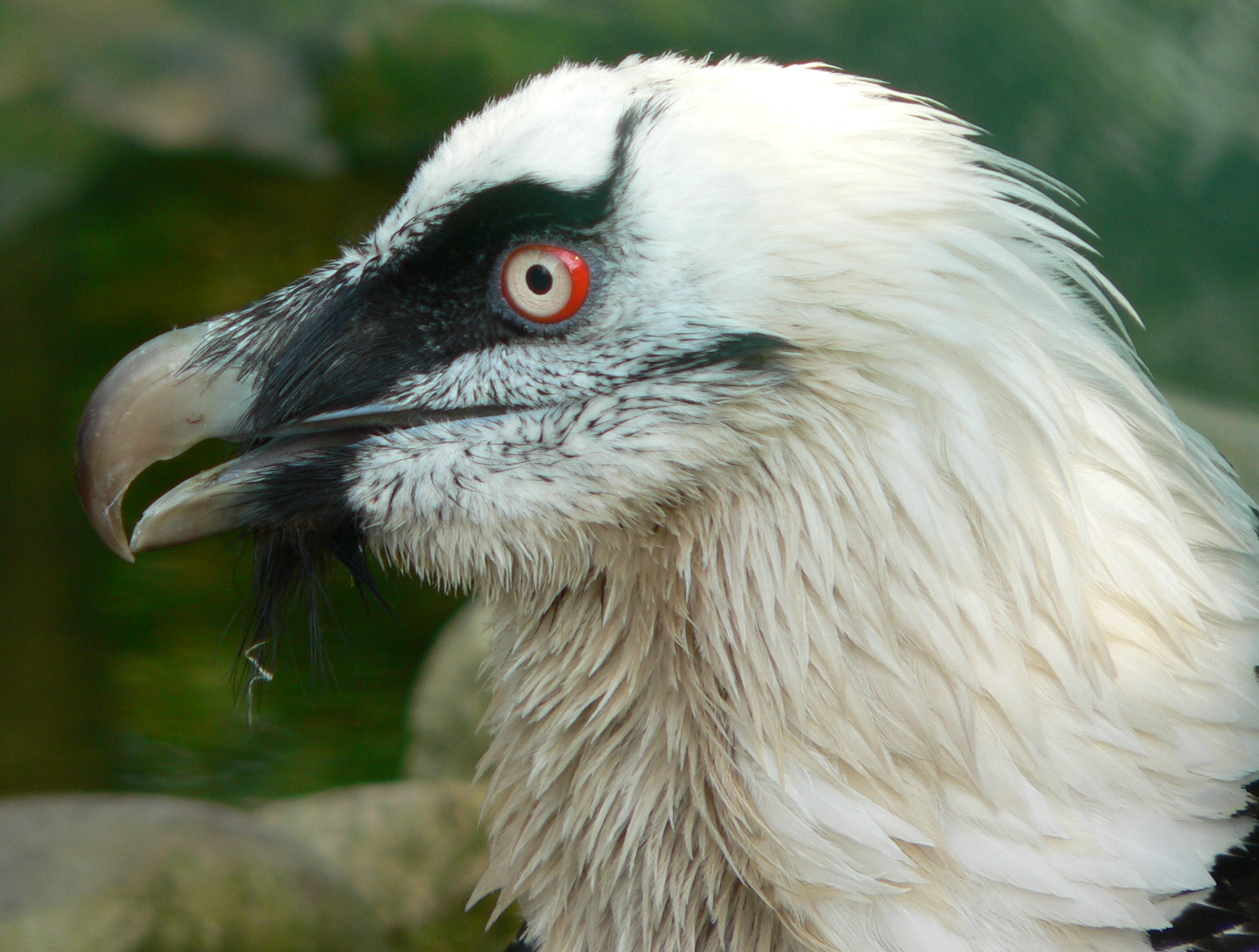
Quebrantahuesos

Las sierras están dominadas por bosques de pino laricio, negral y carrasco. En zonas restringidas del parque natural de las Sierras de Cazorla, Segura y Las Villas existen Ilex aquifolium y se pueden encontrar Taxus baccata muy diseminados. En la zona norte de la sierra de Segura aparecen bosques de Quercus faginea y Quercus pyrenaica. Las sierras de Cazorla y Segura presentan destacados endemismos como Viola cazorlensis, Hormathophylla baetica, Geranium cazorlense, Erodium cazorlanum, Aquilegia cazorlensis, Narcissus longispatus, o Pinguicola vallisneriifolia.

### Fauna
La provincia es hogar del lince ibérico, especie en peligro de extinción que tiene su hábitat en la sierra de Andújar y en la zona del río Guarrizas. En una situación similar al lince se encuentra el lobo ibérico, que cuenta con pequeñas poblaciones en sierra Morena, no superando el medio centenar de individuos, de los que una parte se encuentra en la provincia.
Otra especie en peligro de extinción, en el continente europeo, que se encuentra en proyecto de reintroducción y cría en cautividad en la sierra de Cazorla, es el quebrantahuesos. En el interior del parque natural, se encuentra el centro de cría «Guadalentín» de la «Fundación Gypaetus», fue creado en 1996 y tuvo su primer nacimiento en 2009. Desde entonces más de cuarenta ejemplares, nacidos en el centro, se han reintroducido en diferentes lugares de la península y Europa.
En los ríos de las sierra de Cazorla y Segura se encuentran especies salmónidas, muy exigentes en la calidad de las aguas, destacando la trucha común, mermada por la introducción de la trucha arco iris; y ciprínidos como cachos y barbos. También se encuentra la lagartija de Valverde, un endemismo.

### Espacios naturales
Jaén cuenta con una extensa superficie natural con alguna figura de protección, superando las 300 000 ha, aproximadamente la quinta parte del territorio, es la provincia española con mayor superficie protegida. Entre ellos destacan los cuatro parques naturales y los dos parques periurbanos. La provincia cuenta, además, con tres parajes naturales, Alto Guadalquivir, Laguna Grande y Cascada de Cimbarra; varios Monumentos Naturales, Bosque de La Bañizuela, Huellas de dinosaurios de Santisteban del Puerto, El Piélago, Quejigo del Amo o del Carbón, Los Órganos de Despeñaperros y Pinar de Cánavas; y dos humedales declarados Reservas Naturales, Laguna Honda y Laguna del Chinche.
Parque natural de las Sierras de Cazorla, Segura y Las Villas
Fue declarado en 1986. Cuenta con 214 300 ha, lo que lo convierte en el mayor espacio natural protegido de España y uno de los mayores de Europa. Fue designado Reserva de la Biosfera por la UNESCO en 1983. Presenta grandes zonas boscosas como las extensiones autóctonas de pino salgareño, de bosque mediterráneo y de bosque de ribera; en gran parte de la superficie existen bosques de pino negral y carrasco de reforestación. El parque alberga un parque cinegético en el que se encuentran grandes ejemplares, y sus ríos de montaña presentan una importante riqueza piscícola. Además, en el parque se ubica el centro de cría «Guadalentín», para la reintroducción del quebrantahuesos. El parque cuenta con una de las floras más destacadas de la cuenca mediterránea con más de 1300 especies catalogadas y 24 endemismos. Del mismo modo, presenta una gran riqueza entomológica.
Parque natural de Sierra Mágina
Fue declarado en 1989. Presenta una fuerte orografía con gran desnivel que favorece la existencia de diferentes ecosistemas en función de la altitud. La vegetación es principalmente forestal, conservándose encinares entre cultivos de las zonas más bajas. Ascendiendo se encuentran quejigos, arces, cerezos silvestres y cornicabras; mientras que en las cumbres aparecen endemismos de especies almohadilladas para resistir el viento y la nieve. Cabe destacar el adelfal del río Cuadros, el de mayor extensión de la península. El parque alberga una importante población de cabra montesa, así como, poblaciones de rapaces. En las cumbres habita el mirlo capiblanco.
Parque natural de la Sierra de Andújar
Fue declarado en 1989. Presenta extensas superficies de encinas, alcornoques y quejigos, así como, matorral noble mediterráneo. Cabe destacar los bosques de ribera de sus ríos, con sauces, alisos, almeces, tamujos y adelfas. Entre su fauna destacan el lince ibérico, el lobo ibérico y las grandes rapaces ibéricas, destacando la presencia del águila perdicera y el águila imperial ibérica, y las grandes aves carroñeras, como el alimoche, el buitre leonado y el buitre negro.
Parque natural de Despeñaperros
Fue declarado en 1989. Presenta importantes desniveles creados por el río Despeñaperros en su desfiladero que sirve de paso natural entre Andalucía y la Meseta central. Este desfiladero crea perfiles muy abruptos en los que se pueden observar diferentes formaciones geológicas. Destaca la presencia especies de aves, mamíferos, reptiles y vegetación ibérica.
Parque periurbano Monte La Sierra
El parque periurbano fue declarado en 1991. Abarca una superficie de 2720 hectáreas, siendo el de mayor extensión. Está atravesado por los valles del río Quiebrajano y de la «Cañada de las Hazadillas».
Parque periurbano Santa Catalina
Este parque periurbano se ubica en las cercanías de la ciudad de Jaén. Fue declarado en 2005. Abarca los montes de Santa Catalina, El Neveral, La Imora y El Almendral En la geología de estos montes predominan las calizas del mesozoico que generan suelos pobres. La vegetación predominante son las repoblaciones de Pinus halepensis realizadas en la década de 1950.

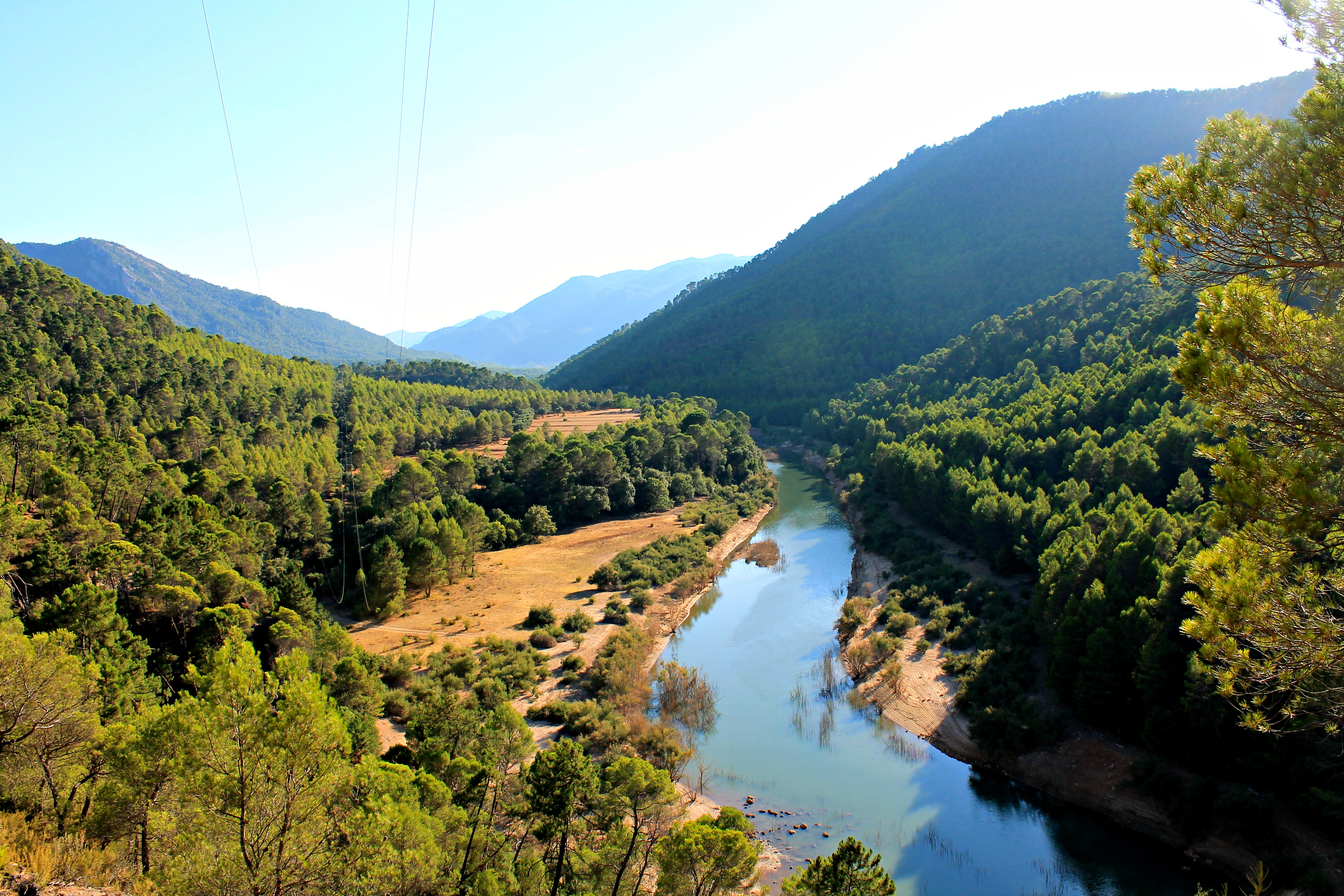
Parque natural de las Sierras de Cazorla, Segura y Las Villas
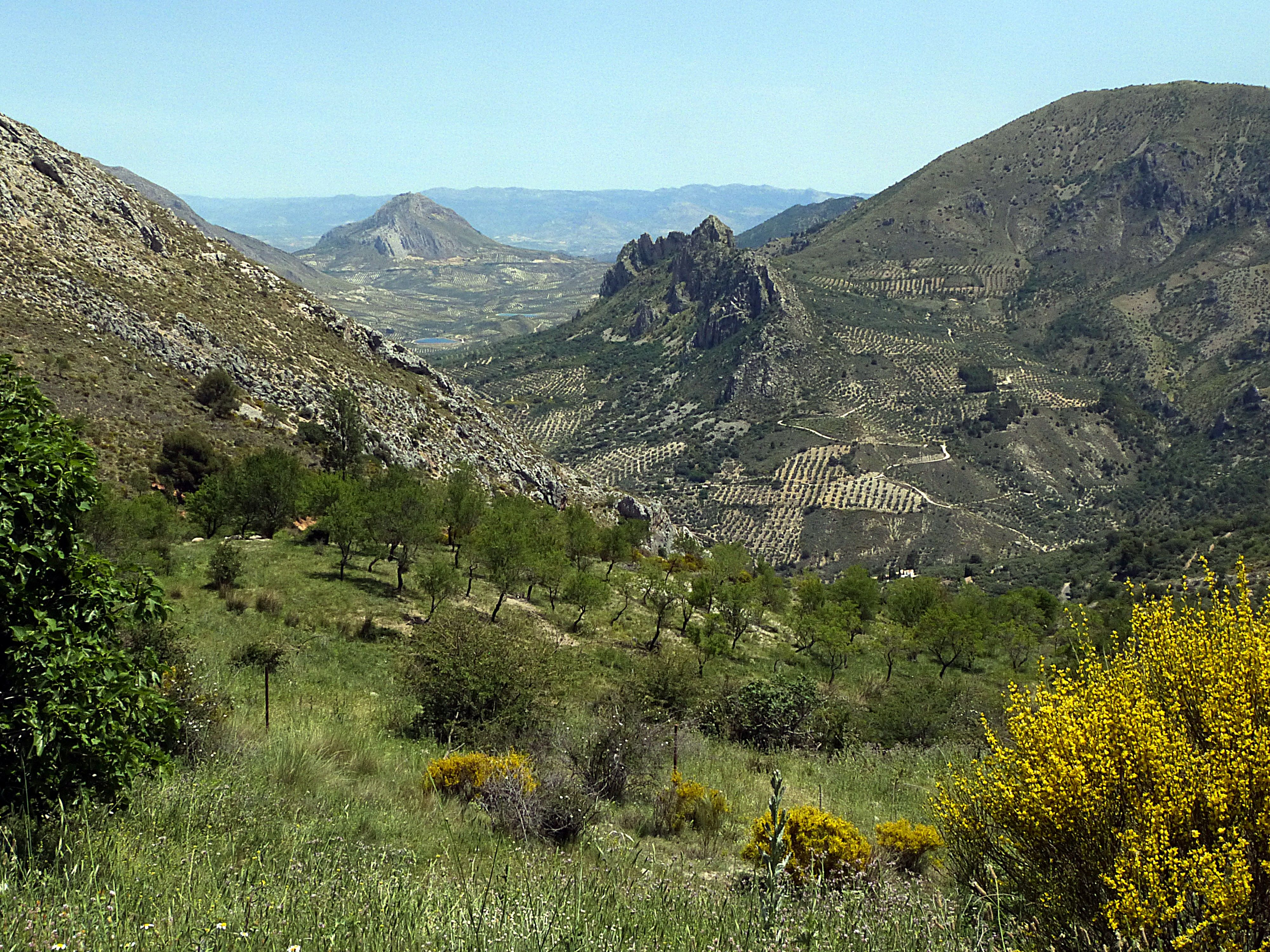
Parque natural de Sierra Mágina
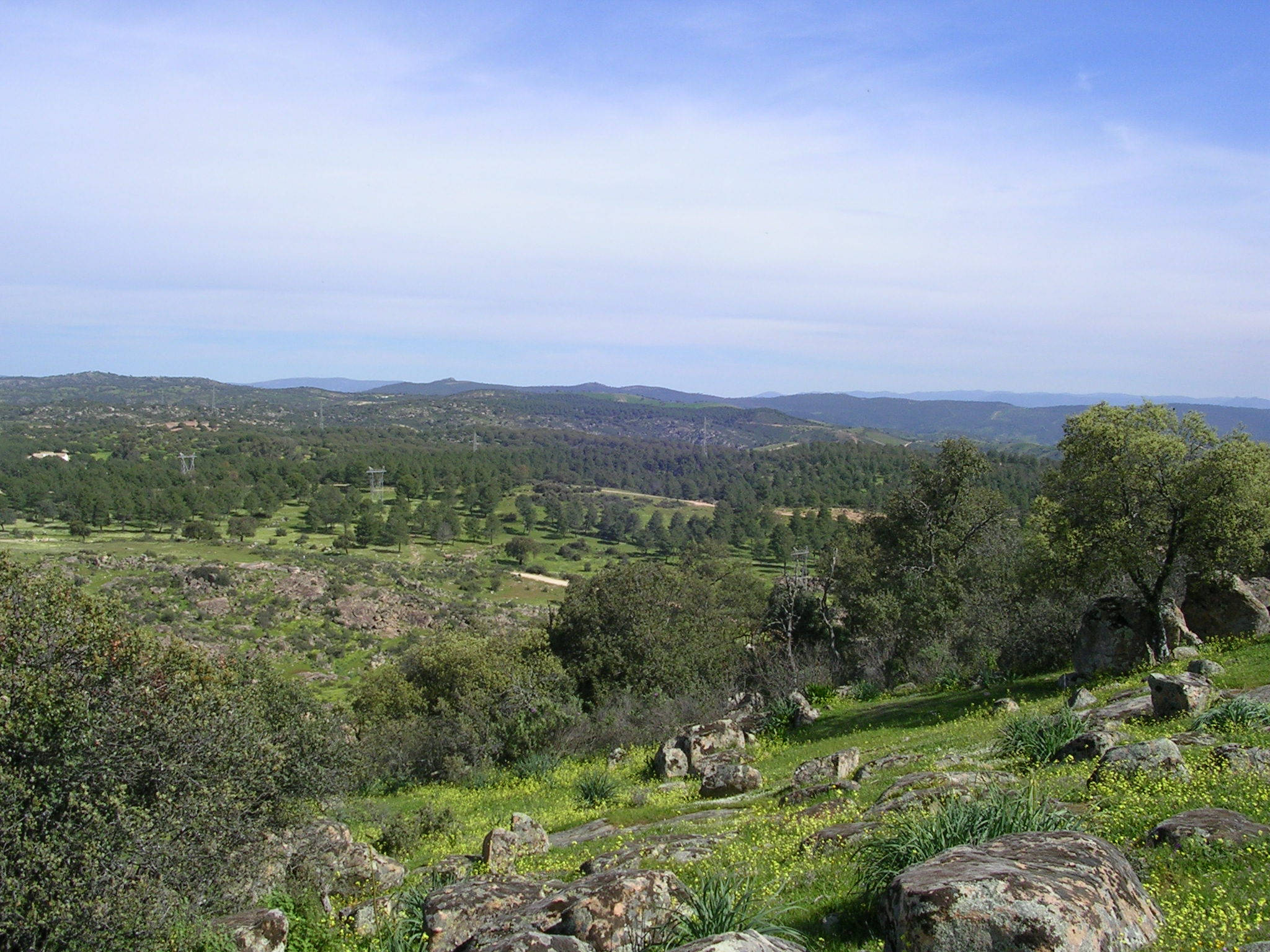
Parque natural de la Sierra de Andújar
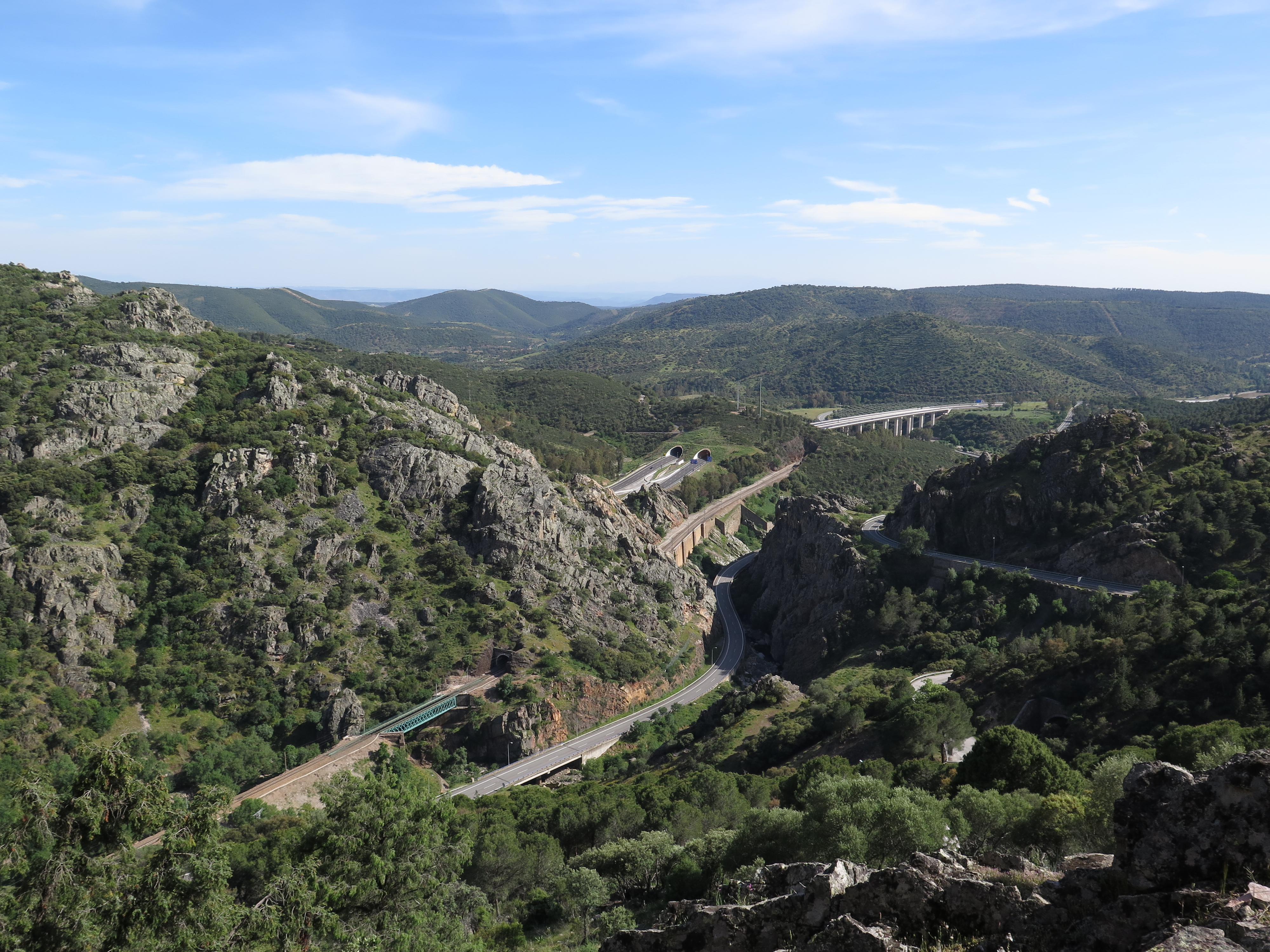
Parque natural de Despeñaperros

## Historia

### Prehistoria y Protohistoria
Las primeras manifestaciones se remontan al Neolítico con la presencia de algunos yacimientos destacables como El Nacimiento (Pontones), la cueva del Canjorro, la cueva de Guadalijar (Huelma) o varias cuevas en la zona de Castillo de Locubín como de la Chatarra, La Murcielaguina o la del Plato. En estos yacimientos se ha constatado la presencia de cerámica incisa, lisa, impresa o con decoración plástica. Uno de los elementos patrimoniales más destacados del Neolítico Final es el arte levantino, con unos 42 ejemplos ubicados en cuevas o abrigos rocosos de sierra Morena (Tabla del Pochico, el Prado del Azogue o Poyo Medio de la Cimbarra), sierra Mágina (La Graja) o la sierra de Cazorla (cueva del Reloj, la cueva del Encajero o el abrigo del cerro Vítar). 
Durante la Edad de los Metales, encontramos nuevos ejemplos culturales desarrollados en la provincia de Jaén. Destacamos la macroaldea calcolítica de Marroquíes Bajos en la capital y algunos yacimientos próximos como Cerro Veleta. En la transición del Bronce Antiguo al Bronce Final tenemos la presencia del Rincón de Olvera a orillas del Guadalimar y Peñalosa (Baños de la Encina) que destacó también como un centro de la cultura de El Argar. Esta cultura estuvo presente en la zona este y norte de la provincia de Jaén, caracterizándose por los poblados en altura, los enterramientos en cista, la abundancia de armamento militar y una progresiva estratificación social.
La provincia de Jaén estuvo bajo influencia tartésica destacando asentamientos como la necrópolis tartésica de Cerrillo Blanco, en Porcuna, que data del siglo VII a. C. o la relación comercial con Cástulo (Linares). Este asentamiento destacó ya desde el Bronce Medio como centro de control de los filones metalúrgicos de sierra Morena, lo que permitió entrar en contacto con culturas metalúrgicas como la argárica o la tartésica. Durante las colonizaciones fenicias y griegas, el territorio jiennense se benefició de las rutas comerciales, especialmente del comercio metalúrgico, documentándose la presencia de materiales fenicios y griegos, especialmente cerámica, en los yacimientos urbanos y funerarios de la provincia como Peñalosa, Toya o Cástulo.

### Edad Antigua

#### La cultura ibérica

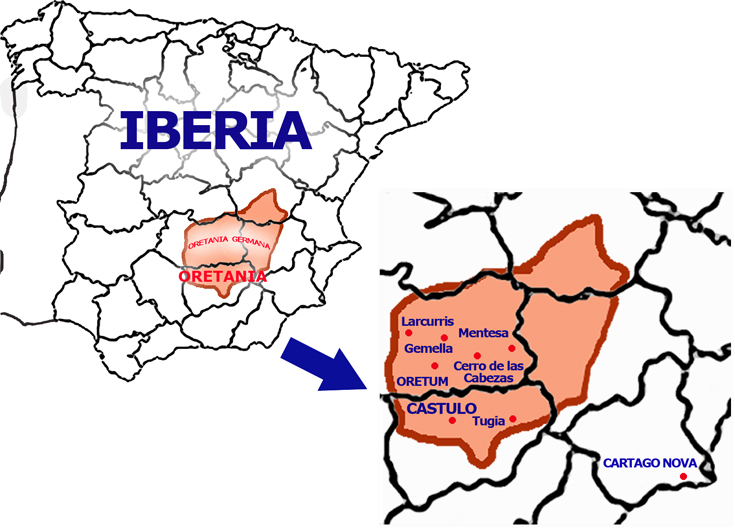
Mapa orientativo de la Oretania, sobre las provincias actuales

La formación de la cultura ibérica, según la teoría autoctonista más aceptada, tuvo su origen en la evolución de las culturas del Bronce Final. Uno de los ejemplos más claros sería Las Calañas de Marmolejo (siglos VII-VI a. C.), un yacimiento donde ya existe una especialización de los centros de producción y el proceso hacia la nucleación poblacional, uno de los pilares del iberismo del sur de la península ibérica.
La presencia ibérica en el territorio se divide entre oretanos, bastetanos y turdetanos. De la primera, la más numerosa probablemente, destacamos el oppidum de Cástulo, ubicado en la ribera del río Guadalimar. El sitio constituye en este momento histórico el principal núcleo de población de la Oretania, siendo el oppidum indígena más extenso de la Península, contando con ceca donde acuñaba moneda propia. Las principales actividades económicas de Cástulo serían las agropecuarias y la minería de plata y plomo de las minas de sierra Morena en el entorno de El Centenillo. Otro de los núcleos destacados sería el oppidum íbero de Puente Tablas (siglo VII-siglo IV a. C.), que ha sido objetivo destacado de las campañas arqueológicas de la Universidad de Jaén. Elementos característicos son sus murallas con bastiones y el entramado urbano con edificios de entidad, como un posible centro de poder, y demás casas. Otros yacimientos ibéricos importantes serían Giribaile (Vilches), Iliturgi (Mengíbar) o Cerro de las Albahacas (Santo Tomé); las necrópolis de Cerrillo Blanco, Toya (Peal de Becerro) o Castellones de Ceal (Hinojares); y, santuarios como El Collado de los Jardines en Despeñaperros, El Pajarillo (Huelma) o el santuario de Castellar.

#### La segunda guerra púnica
Las consecuencias económicas del tratado de paz con los romanos, tras la primera guerra púnica (264-241 a. C.), obligaron a los cartagineses a reforzar el control de la Península como base de recursos materiales (minería y agricultura) y humanos (mercenarios para sus tropas). La acción diplomática y militar de Amílcar Barca, primero, y de su yerno Asdrúbal el Bello, después, permitieron que los asentamientos indígenas de la provincia de Jaén quedaran bajo influencia púnica. Parece que, Aníbal, el hijo de Amílcar Barca, llegó a emparentarse matrimonialmente con la élite gobernante de Cástulo, por lo que esta ciudad se convirtió en la principal base cartaginesa en el Alto Guadalquivir. La acciones militares del general cartaginés Aníbal en Italia durante la segunda guerra púnica (218-202 a. C.) obligó a los romanos a abrir un nuevo frente en Iberia con el objetivo de cortar las bases de provisiones cartaginesas. El territorio jiennense se convirtió en un teatro de operaciones destacado a partir del desembarco romano. 
Tras los primeros enfrentamientos al norte del río Ebro, los hermanos Cneo y Publio Cornelio Escipión llegaron al entorno de Cástulo para enfrentarse al ejército púnico y sus aliados íberos (211 a. C.). La batalla de Cástulo resultó un desastre para los romanos que perdieron a Publio. Entonces, Cneo dirigió sus tropas hacia el norte, pero fueron descubiertos, obligados a retirarse y resistir en una colina cercana a Ilorca. En la batalla de Ilorca, los cartagineses acabaron con el ejército romano incluido su líder Cneo. Existe diversas teorías sobre la ubicación de Ilorca, la más reciente la sitúa en el entorno de Orcera.
En el 210 a. C. se produce la llegada de Publio Cornelio Escipión Africano, hijo de Publio Cornelio, y tras tomar la capital púnica en Iberia, Qart Hadasht, en el 209 a. C. puso rumbo a la zona jiennense para acometer al ejército de Asdrúbal Barca, hermano de Aníbal. El enfrentamiento en la batalla de Baecula (208 a. C.) supuso la victoria romana aunque no impidió que Asdrúbal abandonara Iberia con su ejército para unirse a su hermano en Italia. Durante muchos años, los investigadores ubicaron esta batalla en el entorno de Bailén, pero desde 2001 Instituto Universitario de Investigación en Arqueología Ibérica, de la Universidad de Jaén, llevó a cabo un trabajo de investigación (reelectura de las fuentes clásicas, estudio de material prospectado y excavaciones arqueológicas) que estableció una nueva ubicación de la batalla en el cerro de las Albahacas, próximo al oppidum de Los Turruñuelos en Santo Tomé. Esta nueva ubicación no ha estado exenta de polémica a nivel académico e institucional. Volviendo al conflicto, los asentamientos ibéricos de la zona se fueron rindiendo a los romanos mediante pactos de sumisión. No obstante, otros como Orongis (Giribaile) sufrieron asaltos violentos por parte de las tropas romanas; destacable es el asalto a Iliturgi por Publio Cornelio que conllevó la destrucción del oppidum y la muerte de sus habitantes como castigo por la defección que hicieron a su padre y tío en el 211 a. C.

#### La dominación romana
La presencia romana se prolongó desde el siglo III a. C. hasta el siglo V cuando se produjeron las primeras migraciones bárbaras en el territorio peninsular. Los oppida ibéricos mantenía relaciones con Roma con base en diferentes modelos de pacto, principalmente estipendiarias, es decir, ciudades obligadas a pagar tributo por su oposición inicial a los romanos. Con el paso del tiempo, el proceso de romanización indujo a las élites indígenas a adoptar el modelo de vida romano gracias a la concesión de cargos locales y otras prebendas. Este modelo se reforzó con la creación de un entramado urbano que garantizara el control territorial. La organización territorial imperial de Hispania, dividió el territorio jiennense entre la provincia senatorial de la Bética (Baetica) y la imperial de la Tarraconense (Tarraconensis); el territorio había sido incluido en la provincia republicana de Hispania Ulterior (197 a. C.). El límite entre ambas provincias estaría muy posiblemente en el río Guadalbullón a la luz del descubrimiento de la puerta de Jano Augusto en Mengíbar, zona de confluencia entre el Guadalquivir y el Guadalbullón. En el nivel administrativo inferior, los asentamientos jiennenses fueron repartidos entre los conventus de Corduba, Astigi y Carthago Nova. Entre las ciudades hispanorromanas en el territorio destacan: las colonias romanas de Tucci, Iliturgi y Salaria; y, los municipios de Isturgi, Urgavo, Obulco, Aurgi, Mentesa o Cástulo.
La presencia romana durante los primeros siglos se vio afectada por numerosas revueltas y por las duras guerras de conquistas. Una de estas, fueron las llamadas guerras lusitanas, especialmente las campañas de Viriato en la zona de Tucci (144-141 a. C.) que mantuvo en jaque a las fuerzas romanas. Asentado el dominio romano, el territorio jiennense se incluyó en el entramado socioeconómico romano, aunque con un marcado carácter local, dedicado principalmente a la producción de aceite de oliva, la explotación de los filones mineros de sierra Morena (creación de una sociedad de publicanos para su explotación, la societas castulonensis) y la producción agropecuaria. Al final de la República romana, el territorio fue testigo de la segunda fase de la guerra civil entre César y Pompeyo (52-45 a. C.) con el paso de las tropas pompeyanas y cesarianas, estas últimas estableciendo su campamento en la población de Obulco. El desarrollo municipal de la provincia llegó en época de Vespasiano (69-79) cuando se concedió el derecho latino a muchos núcleos de población (municipios flavios) como Aurgi o Ilugo.
La cristianización de la zona jiennense debió ser paralela al resto de la Bética. Entre los primeros miembros destacables de la comunidad cristiana estaría San Eufrasio, quien habría formado parte de la comunidad cristiana de Iliturgi (Mengíbar) durante el siglo I. De las comunidades cristianas que asistieron al concilio de Iliberris (300-313) figuran los obispos de Tucci, Cástulo y Mentesa, y como rango no episcopal, Iliturgi. A finales del siglo IV, Iliturgi ya figura como sede episcopal, en detrimento de Mentesa. 

#### Tardoantigüedad: las invasiones bárbaras
La época final del Imperio romano se vio afectada por una serie de problemas como eran las invasiones bárbaras, la presión fiscal excesiva, las malas cosechas y las plagas que afectaron a la población romana. En el 409, los suevos, vándalos y alanos entran en Hispania tras haber saqueado la Galia. En el 411, tras el saqueo de los territorios hispánicos, estos pueblos acordaron con Roma asentarse en diversas zonas, así, el territorio jiennense fue posiblemente zona de asentamiento de vándalos silingos y de alanos. Sin embargo, los romanos no estaban dispuestos a aceptar esta situación. En el 415 pactaron con los visigodos una campaña militar para expulsar a estos pueblos de Hispania (415-418). Tras varios enfrentamientos militares entre los pueblos bárbaros, los vándalos asdingos huyeron de la Gallaecia para asentarse en la Bética (425), partiendo después hacia el África romana (429). La zona jiennense debió quedar en una situación complicada donde se mezclaba el poder romano debilitado, la presencia de población bárbara residual y la existencia de potentados hispanorromanos que controlaban el territorio. Un territorio, la Oróspeda, que mantendrá su independencia hasta el siglo VI.

Oróspeda, sobre el emplazamiento de la provincia, hacia 560

### Edad Media

#### El reino visigodo
La llegada de los visigodos al territorio jiennense debió producirse a finales del siglo V con la desaparición del poder romano. El rey Eurico (466-484) logró establecerse en diversas zonas peninsulares, pero otras debieron quedar en una situación de limbo político entre los restos de poder romano, la existencia de grupos bárbaros residuales y la existencia de potentados rurales. Existe un consenso historiográfico para determinar que la Oróspeda debió incluirse en la provincia de Jaén, además de otros territorios como Córdoba, Albacete, Murcia y Alicante. La ocupación visigoda del territorio debió producirse a finales del siglo V y principios del siglo VI, pero esta debió ser muy débil.
No sabemos si fue la debilidad interna visigoda o la falta de interés por este territorio agreste, pero a principios del siglo VI la región de la Oróspeda aparece como un ente políticamente autónomo controlado por potentados hispanorromanos. No debió formar una unidad política sino más bien una alianza entre diversos núcleos rurales y urbanos. La llegada de los bizantinos a Spania (552) alteró la situación política del sur peninsular. La región de la Oróspeda se convirtió en un estado colchón entre bizantinos y visigodos, pues nunca formó parte del dominio bizantino aunque no podemos descartar la colaboración militar entre ambos. 
Esta situación cambió a partir de la subida al trono visigodo de Leovigildo (565-586). La primera acción militar de Leovigildo fue una cabalgada que atravesó los territorios de la Oróspeda para después llegar a territorio bizantino (570). La campaña definitiva se produjo en el 577, cuando la región fue conquistada y anexionada. La última acción de los orospedanos fue una rebelión de los rustici, campesinos, que fue rápidamente aplastada. El territorio fue repartido entre las provincias visigodas de la Bética y la Cartaginense.

#### La dominación musulmana
EL territorio jiennense fue sometido en el año 713 por Abd al-Aziz ibn Musa, en su camino a Toledo, con la toma de Mentesa (La Guardia de Jaén), ciudad que había resurgido como centro urbano y religioso en época visigoda, y que se convirtió en capital de la cora (provincia) bajo administración árabe. Es muy posible que la cora estuviera dividida en varios iqlims (distritos) entre los que destacarían al-Nîska, Andûyar (Andújar), Aryûna (Arjona), Bayyâsa (Baeza), Basta (Baza), Bulkûna, (Porcuna), Muntilûm, Qarsis (Garcíez), Qastalla (Cazalilla), Raymiyya (o Madinat Râsid), Sant-Astiban (Santisteban del Puerto), Sawdar (Jódar), Sumuntân, Tuss (Martos), Ubbada (Úbeda), Wâdi ‘Abd Allâh (La Guardia, llamada anteriormente Mantïsa) y Yayyân.. A partir de Abderramán II (822-852) capital de la cora fue trasladada a Yayyan (Jaén). Las estructuras socioeconómicas del territorio no se vieron alterada en exceso, seguiría predominando las actividades agropecuarias, aunque podemos destacar el asentamiento del yund sirio de los Qinnasrin tras la revuelta bereber (740-743). 
Durante este periodo musulmán, las tierras jiennenses fueron escenario de revueltas contra el poder cordobés, así, en el 788 se produjo la rebelión de Suyleman en Yayyan y en el 886 algunas poblaciones como Yayyan, Tuss y Ubbada fueron conquistadas por el rebelde Omar ben Hafsún (886). Yayyan fue recuperada por el emir Abd Allah en el 903 y Ubbada en el 906. Tras la crisis del califato, la provincia estuvo bajo la órbita cordobesa hasta que paso a manos de otras taifas: primero a la taifa de Granada (1013-1031) y después a la taifa de Sevilla (1031-1091). Los almorávides la incorporarían a su imperio en 1091. Con el final del imperio almorávide, el territorio se constituyó en la taifa de Jaén bajo el mandato de Ibrahim ibn Hamushk (1145-1149), reyezuelo que emparentó a su hija con el rey de la taifa de Murcia, Muhámmad ibn Mardanís. El territorio se sometió a los almohades a partir de 1149, pero tiempo después, el rey de la taifa de Murcia lanzó varias campañas que acabaron con la conquista de Úbeda (1157) y Jaén (1164) 
A finales del califato almohade, con la derrota frente a los cristianos en la batalla de Las Navas se constituyeron las terceras taifas. En el territorio jiennense se originó la taifa de Arjona con Muhammad ibn Nasr (1212) quien ocupó Jaén, trasladando allí la capital. Desde este punto, Muhammad se hizo con el control de otros territorios vecinos como Baza, Málaga, Almería y Granada, donde trasladará la capital, en guerra contra rey castellano Fernando III y su rival andalusí Ibn Hud.

#### La incorporación a Castilla
Previamente a la llegada de Fernando III, los castellanos dirigidos por el rey Alfonso VII se internaron por tierras jiennenses en su campaña contra Almería (1147) ocupando brevemente las poblaciones de Baeza y Úbeda. Llegado el siglo XIII se produce el gran avance cristiano por tierras andaluzas, en general, y por tierras jiennenses en concreto, así, la derrota almohade en el 1212 permitió a los cristianos realizar un avance rápido por tierras jiennenses: Vílches y Baños cayeron en 1212, después ocuaparon las poblaciones de Andújar y Martos en 1225, Baeza en 1226, Úbeda en 1233, Santisteban del Puerto en 1235 y las tierras de la sierra de Cazorla (1231). La defensa de la parte sudoeste de la provincia le fue encomendada a la Orden de Calatrava, que estableció su sede en Martos. El avance cristiano se hizo con Porcuna en 1240 y Alcaudete en 1245. La ciudad de Jaén seguía en manos nazaríes y fue sometida a dos asedios dos asedios en 1225 y 1230 previamente al definitivo de 1245-1246, cuando la ciudad fue ocupada por Fernando III. La sierra de Segura fueron ocupadas con posterioridad a 1246. El pacto de Jaén (1246), entre el rey de Castilla, Fernando III, y el rey nazarí, Muhammad ibn Nasr, fijo la frontera entre ambos reinos.
El territorio jiennense quedó configurado como un reino dentro de la Corona de Castilla y su título se incluyó entre los títulos que tenía el monarca castellano. No obstante, el reino no tenía los mismos límites que la actual provincia, ni todas las ciudades y villas tenía igual rango administrativo. Solo Jaén tenía voto en las Cortes castellanas que era, junto a Andújar, Baeza, Úbeda, como tierras de realengo; Martos y su entorno quedaron bajo la encomienda de la Orden de Calatrava, además de Bélmez; el adelantamiento de Cazorla dependiente del arzobispo de Toledo; y, otras poblaciones que quedaron bajo señoríos como la casa de Arcos (Porcuna y Villafranca) o el ducado de Santisteban del Puerto (1371) en El Condado. Los territorios de la sierra de Segura, encomienda de la Orden de Santiago, fueron incluidos en el reino de Murcia mientras que poblaciones como Alcalá la Real, Cambil, Huelma o Huesa seguía en manos nazaríes.

#### Baja Edad Media
Su condición fronteriza dotó a provincia de recursos económicos y humanos para hacer frente a la amenaza nazarí, al tiempo que supuso un periodo de esplendor para la provincia. El avance cristiano continuó durante el siglo XIV con la toma de varias poblaciones en la zona de Quesada y con la toma de la ciudad de Alcalá la Real (1341) donde fue establecida la institución eclesiástica y territorial de la Abadía de Alcalá la Real. Durante el reinado de Pedro I de Castilla estalló un conflicto entre el rey y su medio hermano Enrique de Trastámara, que tenía a su lado a las ciudades Jaén y Úbeda. Como consecuencia de este cambio de bando, las dos ciudades fueron saqueadas en sendos ataques nazaríes liderados por Muhammad V, aliado del rey castellano. Durante el periodo de crisis que se vivió en este siglo XIV, la convivencia con la minoría judía se tornó aún más complicada, estallando en 1391 varios pogromos que hicieron desaparecer las juderías de Jaén, Andújar, Úbeda y Baeza. 
Previo paso a la Edad Moderna, la ciudad fue la residencia del condestable de Castilla, Miguel Lucas de Iranzo, que participó en las guerras civiles castellanas del siglo XV, enfrentado a otros personajes destacados como el marqués de Santillana, conquistador y alcaide de Huelma (1438) o Jorge Manrique en Segura de la Sierra. El avance cristiano se completó con la toma de Solera (1433), Huelma (1438), Huesa (1455) y Cambil en 1485.

### Edad Moderna
Esta nueva etapa supuso el inicio del lento declive de la provincia al perder su condición fronteriza tras la toma de Granada en 1492. El descubrimiento de América orientó los recursos castellanos hacia las nuevas tierras y el reino de Jaén contribuyó al poblamiento mediante la emigración de unos 1104 jiennenses en los primeros años, así como la presencia de algunos conquistadores como Diego Palomino, fundador de Jaén de Bracamoros, Gil Ramírez Dávalos fundador de Cuenca, o el linarense Cristóbal de Olid que participó en la conquista de México y Honduras. Los primeros años de Carlos I, las ciudades de Jaén, Baeza y Úbeda mantuvieron una posición cambiante en la guerra de las comunidades, primero a favor de los rebeldes y luego leales a la Corona.
A nivel cultural, el reino de Jaén destacó por la presencia de colegios y residencias de los jesuítas, orientados a la educación, en Baeza, Jaén, Úbeda y Cazorla, así como por la fundación en 1538 de la universidad de Baeza. La provincia también destacó como centro del renacimiento andaluz con las dos catedrales provinciales de Baeza y Jaén. La primera fue iniciada en 1545 por Andrés de Vandelvira y completada en 1593 por Alonso Barba. La seo jiennense fue iniciada también por Andrés de Vandelvira, pero, tras su muerte, la obra fue continuada por otros arquitectos hasta su finalización en el siglo XVIII.
La crisis del reino de Jaén se agudizó en el siglo XVII por la expulsión de los moriscos, presentes en el valle del Guadalquivir, y la epidemia de peste de 1679-1680 que afectó a poblaciones como Andújar, Martos, Úbeda o Jódar. 
Durante el siglo XVIII, hay una cierta recuperación, la provincia se mantiene como una de las más pobladas (30 hab/km²), pero sin grandes poblaciones. Las reformas borbónicas se dejaron sentir especialmente en la mejora y adecuación de los caminos (apertura del paso de Despeñaperros en 1780) y a al fomento de la economía provincial como las explotaciones mineras de Linares y las laneras de Úbeda-Baeza, Iznatoraf, Andújar o Jaén capital. Esto fue obra de la nueva figura administrativa creada bajo los borbones, el intendente de provincias, que entre sus tareas estaba promover cualquier actividad que supusiese mayor rentabilidad para el Reino, contando con la ayuda de inversores locales y de reformistas ilustrados. De estos saldrá la iniciativa de fundar las sociedades de amigos del país con el objetivo de fomentar el desarrollo económico y cultural de las regiones; la Real Sociedad Económica del País de Baeza (1774) y la Real Sociedad Económica de Amigos del País de la Ciudad y Reino de Jaén (1786) son ejemplos de ello. No obstante, estos cambios no fueron siempre aceptados y, unido a las crisis de subsistencia propias del Antiguo Régimen, provocaban revueltas como las que afectaron a Jaén, Mancha Real, Andújar o Quesada durante el motín de 1766.
Uno de los hitos históricos provinciales fue la fundación de las Nuevas Poblaciones de Andalucía y Sierra Morena (1767) elaborado por Campomanes y encomendado a Pablo de Olavide bajo el reinado de Carlos III. El objetivo era favorecer la seguridad del tráfico de personas y mercancías que circulaban por el camino de Andalucía (Jaén, Córdoba y Sevilla), especialmente de los peligros derivados del bandolerismo. Para ello se fomentó en esos lugares la agricultura y la industria, atrayendo colonos centroeuropeos católicos, principalmente alemanes, flamencos y suizos. De esta obra de repoblación nacieron las localidades de La Carolina (capital de esta zona), Aldeaquemada, Arquillos, Carboneros, Guarromán, Miranda del Rey, Montizón, Navas de Tolosa, El Rumblar y Santa Elena.

El Reino de Jaén en el año 1590 según las Cortes de Castilla

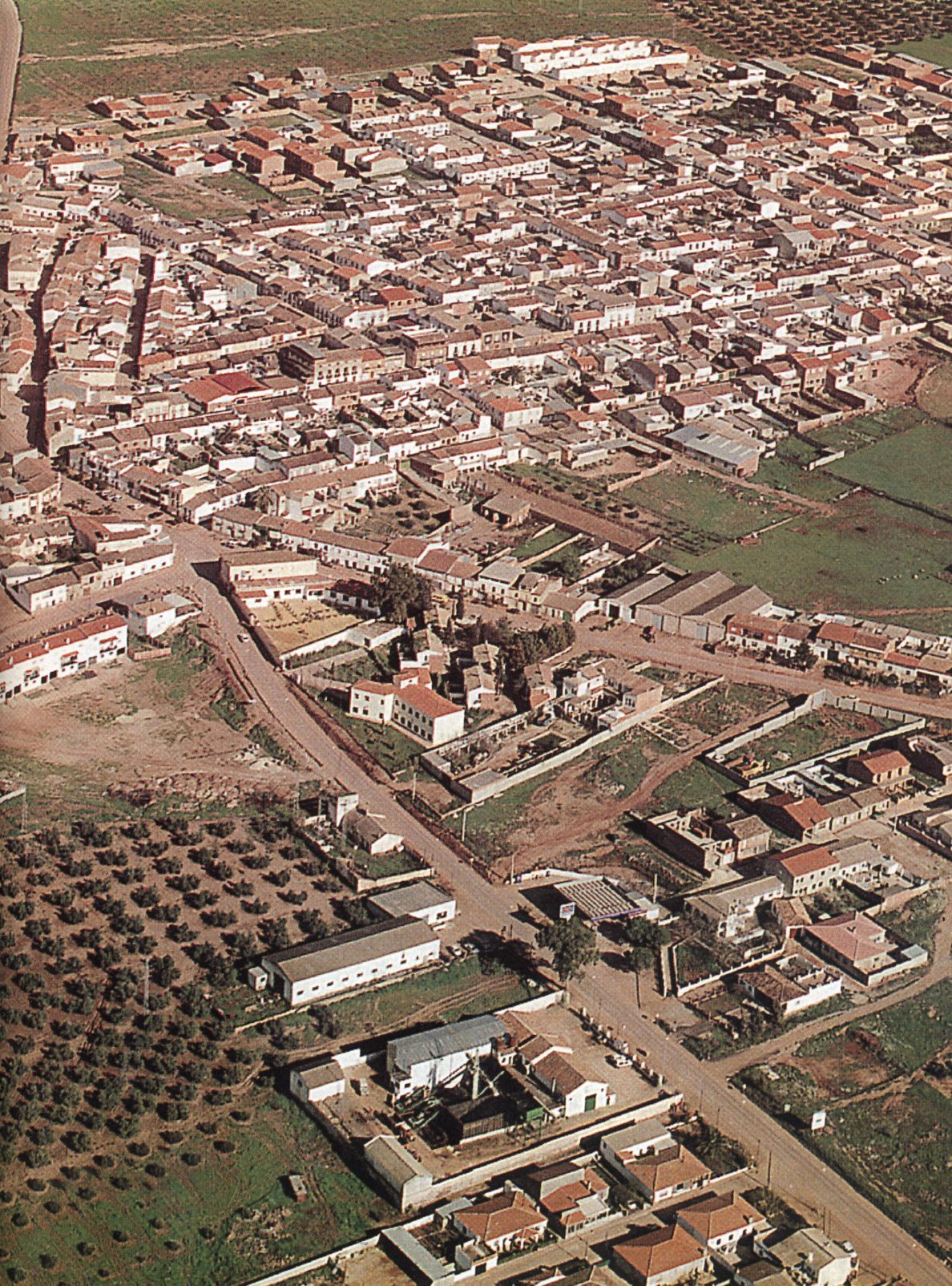
Villa de Arquillos, Nuevas Poblaciones de Sierra Morena

### Edad Contemporánea
En la Edad Contemporánea, el territorio jiennense fue campo de batalla, así, comienza con la guerra de Independencia, destacando en suelo jiennense la batalla de Bailén (1808), que supuso la derrota de los ejércitos franceses, al mando de Dupont, por las tropas españolas del general Castaños. Las luchas posteriores entre liberales y absolutistas, durante el Trienio Liberal (1820-1823), también tuvieron como escenario la provincia de Jaén con dos enfrentamientos en Campillo de Arenas y Jódar (1823), y con la detención en Arquillos del teniente general Rafael del Riego, líder militar del bando liberal. Finalmente durante la primera guerra carlista (1833-1840), varias partidas carlistas atravesaron el territorio en su lucha contra los isabelinos.

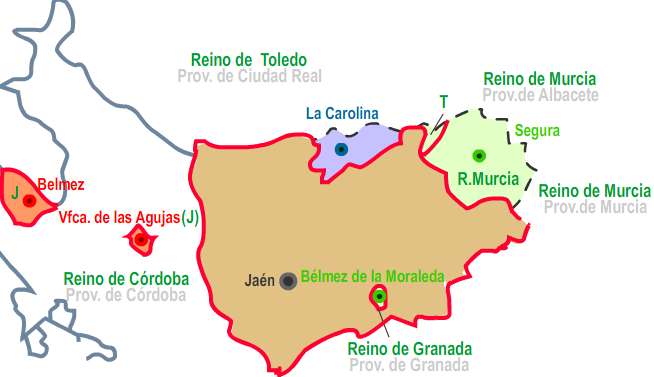
La provincia de Jaén en 1833

También durante el siglo XIX se intentaron varias reformas en la organización territorial de España. La primera fue obra de los franceses que intentaron establecer un modelo de prefecturas; en el caso del reino de Jaén fue proyectada la prefectura del Alto Guadalquivir. Sería en 1833 cuando se constituyó la provincia de Jaén con los límites actuales: asumió el control de las poblaciones del reino de Murcia (Beas de Segura, Segura de la Sierra, La Puerta de Segura, Santiago-Pontones, Siles...), las Nuevas Poblaciones, y los dos exclaves, del reino de Granada, de Bélmez de la Moraleda y Solera. Por contra, Jaén perdió la jurisdicción sobre Bélmez y Villafranca que pasaron a la provincia de Córdoba.
El proceso de industrialización durante finales del siglo XIX tuvo escasa incidencia en una provincia eminentemente agrícola. A nivel financiero, Jaén fue centro de capitales durante el final del reinado de Isabel II gracias a las cajas de ahorros aunque después perdió importancia. El principal foco económico fueron las empresas mineras, especialmente de capital extranjero, ubicadas en el distrito minero Linares-La Carolina. La industrialización trajo consigo la mejora de los caminos, se mantuvo la importancia del camino de Andalucía entre Madrid y Cádiz, como la conexión con Granada a través del valle del Guadalbullón. El ferrocarril llegó a partir de 1860 con la creación de la Estación Linares-Baeza, un nudo ferroviario para la línea Alcázar de San Juan-Cádiz de la MZA en 1866 y que después se amplió con la conexiónLinares-Almería en 1899. De Linares también partió la línea Linares-Puente Genil (1879) que llegó a Jaén capital en 1893. Esta línea en su tramo entre la capital y Alcaudete fue desmantelada en 1986 y convertida actualmente en una vía verde. Otro de los nudos ferroviarios fue construido en la estación de Espeluy convertida en una bifurcación que conectaba la capital con la línea Manzanares-Córdoba y Linares-Puente Genil. Durante la dictadura de Primo de Rivera se proyectó una línea ferroviaria entre Baeza y Utiel (con conexión también con Linares), pero en 1962 se abandonó el proyecto cuando estaban ya construidos el trazado, los túneles y los puentes. Fue definitivamente desmantelada en 1990.
Ya en el siglo XX supone una lenta modernización, la minería se mantiene como principal fuerza económica, haciendo de Linares la principal ciudad de la provincia en población y riqueza, mientras que la agricultura se afianza como base económica, especialmente el olivar que aumentó su producción a partir de 1897. Esto tuvo una fuerte incidencia en el desarrollo del movimiento obrero, ya que al carecer de industria, la mayoría de los sindicatos socialistas y anarquistas tuvieron una base revolucionaria hacia el reparto de tierras, la abolición de los latifundios y la defensa del trabajo jornalero. No obstante, la zona de Linares-La Carolina mantuvo una actitud reivindicativa obrera como se desprende de varias huelgas mineras.
Esta fuerte presencia socialista-anarquista en el campo jiennense hizo que durante la Segunda República los republicanos de izquierdas y socialistas se impusieran en la provincia durante las elecciones de 1931 y 1936, no así en 1933 cuando se impusieron los partidos de derechas. Al estallar la Guerra Civil, la provincia salvo algunas poblaciones como Porcuna o Alcalá la Real, quedó en poder de la República. Los enfrentamientos se localizaron en el frente de Lopera, la zona de Alcalá la Real, el asedio del Santuario de Nuestra Señora de la Cabeza (1936-1937) y el bombardeo de Jaén (1937). En 1939, la provincia fue ocupada por las tropas sublevadas. El enfrentamiento ideológico en la provincia generó represión por ambos bandos, así, destacamos: el fusilamiento de derechistas en el cementerio de Mancha Real tras el bombardeo sublevado de Jaén (1937), los trenes de la muerte a Madrid (1936) y la represión franquista posterior a la guerra, destacando la fosa 702 del Cementerio de San Eufrasio.
Tras la Guerra Civil, la provincia se incluyó en las regiones devastas por lo que el régimen franquista inició un proceso de reconstrucción de localidades y edificios dañados durante la Guerra. Además se estableció el Plan Jaén en 1953. El objetivo era fomentar la colonización de tierras con la fundación de nuevas pedanías (Los Villares de Andújar, Miralrío, Donadío, Sotogordo...) en la ribera del Guadalquivir orientadas a la agricultura de regadío con la construcción de nuevos embalses (Tranco de Beas en 1945 o Guadalén en 1961) e infraestructuras de regadío. Sin embargo la falta de trabajo y la pobreza generalizada obligan a muchos jiennenses a emigrar a los centros industrializados como las provincias vascas, Cataluña, Madrid, Vigo o Valencia. Esta emigración tendrá su momento álgido durante los años 50, 60 y 70 como consecuencias del deterioro económico de la provincia tras la guerra civil.
El panorama provincial actual ha mejorado considerablemente gracias a la llegada de inversión estatal, autonómica y europea, pero sigue lastrada por la falta de oportunidades, la baja natalidad y el envejecimiento de la población. Esto ha hecho que se encuadre dentro de la España vaciada y el surgimiento de plataformas reivindicativas como Jaén Merece Más o Todos a una por Linares. La provincia sigue basando su economía en el monocultivo del olivar, muy dependiente de los precios de mercado, el clima y las ayudas de la PAC. Los centros empresariales se ubican en Jaén, Mancha Real (muebles), La Carolina-Guarromán (logístico), Martos (Valeo), Úbeda o Linares. Esta última se vio afectada por la reconversión industrial de los 90 con la larguísima crisis de Santana, del cierre de las minas y de numerosas comercios como El Corte Inglés.

## Demografía

### Municipios más poblados
El siguiente cuadro muestra una relación los 20 municipios más poblados, de los 97 que conforman la provincia de Jaén.

#### Densidad de población
Genéricamente, contrastan, desde el punto de vista de los valores, dos zonas en la provincia: la que puede denominarse urbana y la de eminente calado rural. La primera está formada por las concentraciones de población situadas en el área centro-occidental y meridional, con ciudades históricas como la propia Jaén, Linares, Andújar, Úbeda, Martos, Alcalá la Real, Bailén y Baeza. La otra, por las entidades de población del ámbito de la serranía jienense (coincidiendo con la mitad oriental de la provincia). Sin embargo, en la adopción de comportamientos estereotipados, consumo, aspiraciones laborales y otras manifestaciones, la población jienense es prourbana. Por otro lado, las mayores densidades de población se dan en el oeste de la provincia y en la capital provincial.

#### Esperanza de vida
La población jienense se caracteriza por ser una de las más longevas del mundo ya que según un estudio, los jienenses superan en longevidad la media de España y Europa igualándose a los japoneses. La clave de este dato según los investigadores se debe en parte al consumo de aceite de oliva.

#### Distribución geográfica
La fuerte dispersión poblacional hace que Jaén se encuentre en un modelo alejado de aquellas provincias donde la capital tiene un peso enorme que condiciona fuertemente cualquier tipo de intervención. También en el terreno de la vida sociocultural se asiste a ese fenómeno de centrifugación natural y espontánea, con la aparición de una red de centros periféricos dotados de una cierta consistencia, cuando no de un protagonismo parejo al de la propia capital. La manifiesta diferenciación intraprovincial, también se aplica según la comarca que se considere, debido a la falta de vertebración del territorio.
La provincia de Jaén es una de las provincias españolas en las que existe un menor porcentaje de habitantes concentrados en su capital, con respecto al resto de la provincia, pues tan solo el 18,03% de su población reside en la ciudad de Jaén.

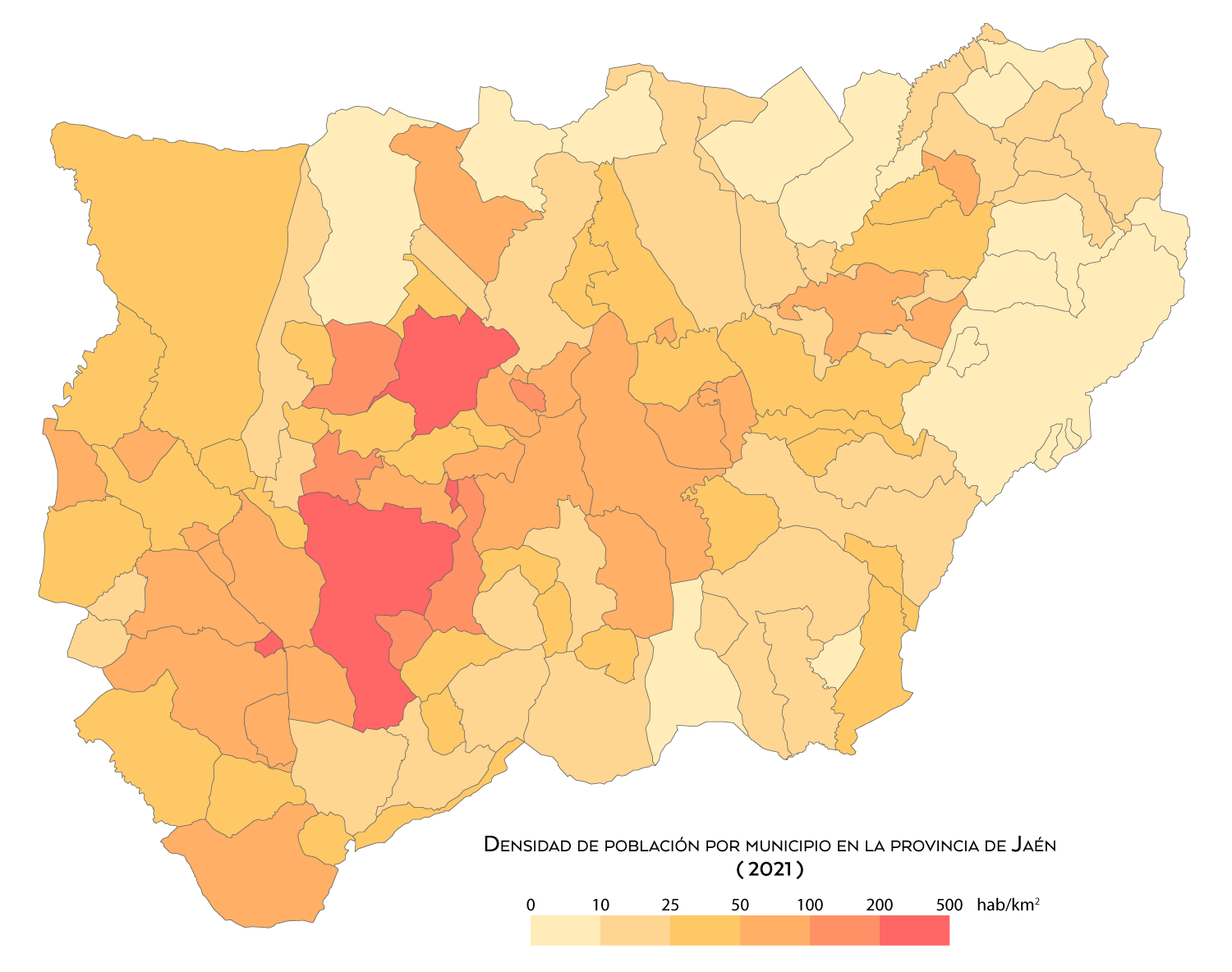
Densidad de población por municipios
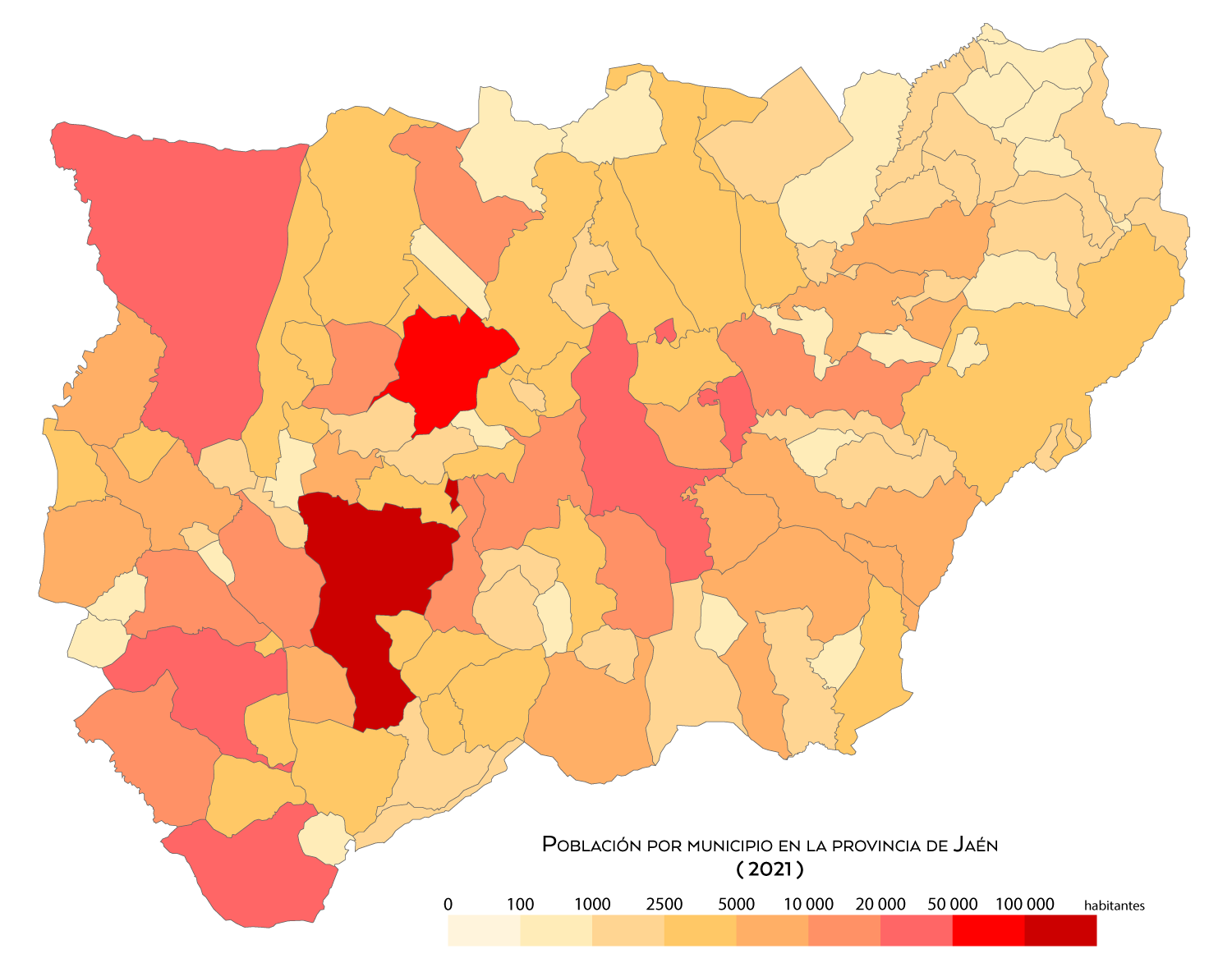
Mapa de población por municipios de la provincia de Jaén
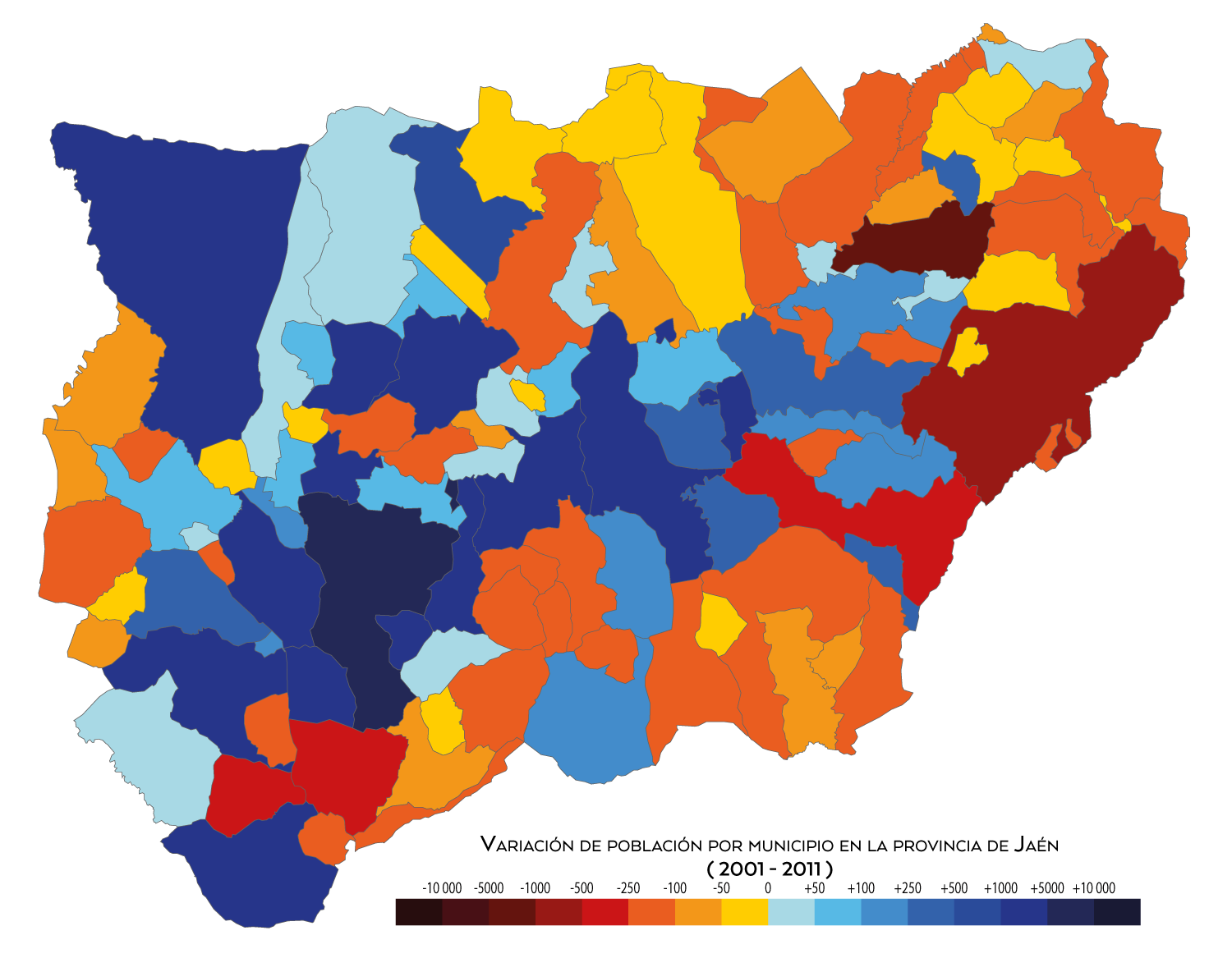
Variación de la población por municipio entre 2001 y 2011
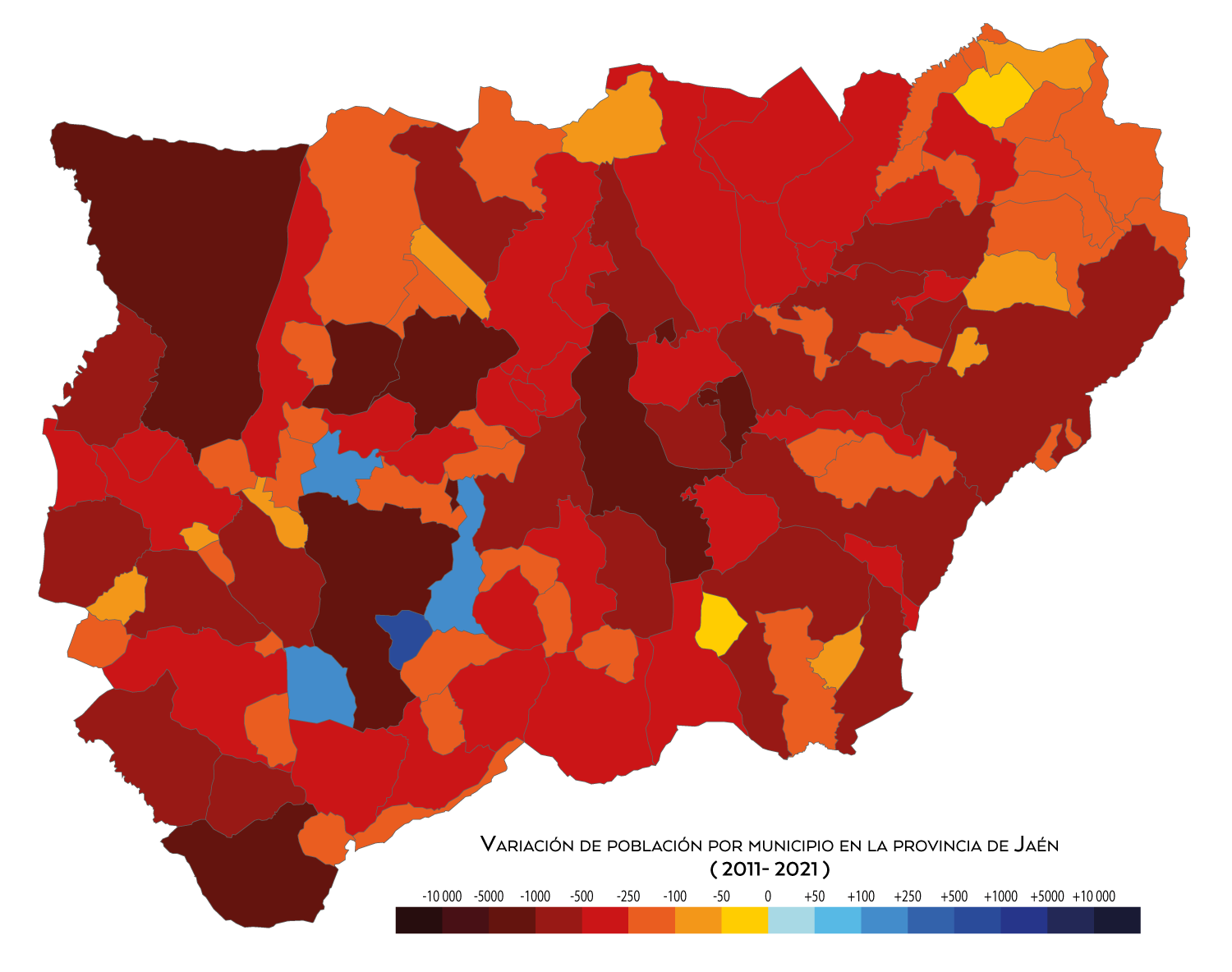
Variación de la población por municipio entre 2011 y 2021

### Evolución demográfica
| Gráfica de evolución demográfica de la provincia de Jaén entre 1990 y 2020               |
|                                                                                          |
| Fuente: Instituto Nacional de Estadística de España - Elaboración gráfica por Wikipedia. |

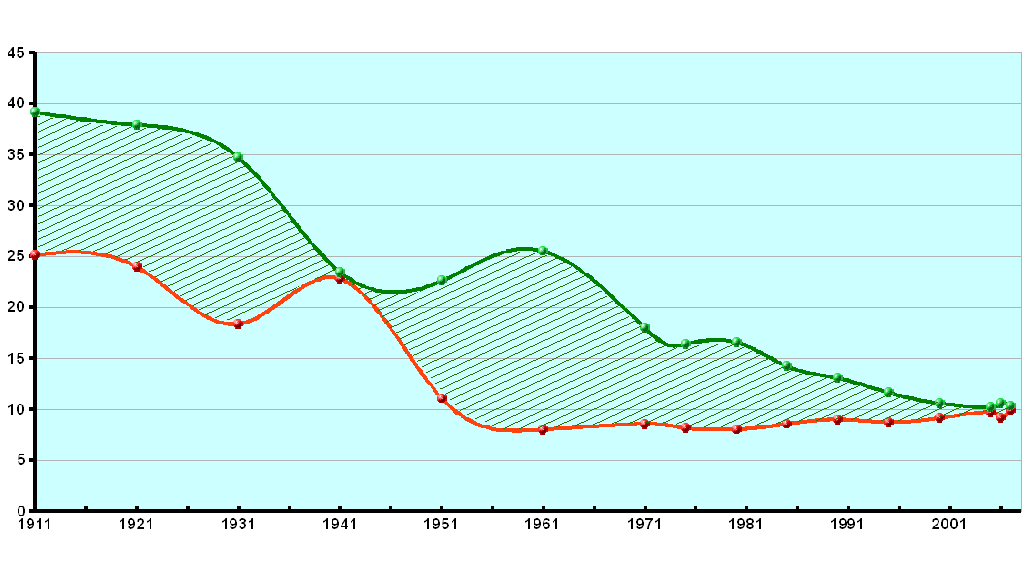
Evolución del crecimiento vegetativo (natalidad - mortalidad) en ‰ en la provincia de Jaén

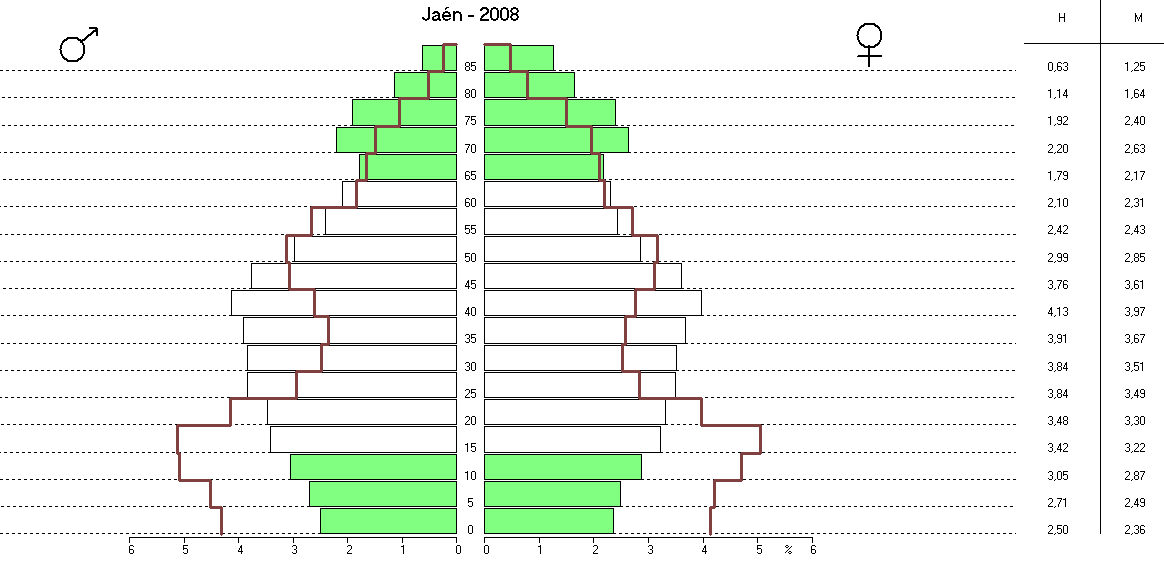
Pirámide de población de la provincia de Jaén en el año 2009, comparada con 1981 (en rojo)

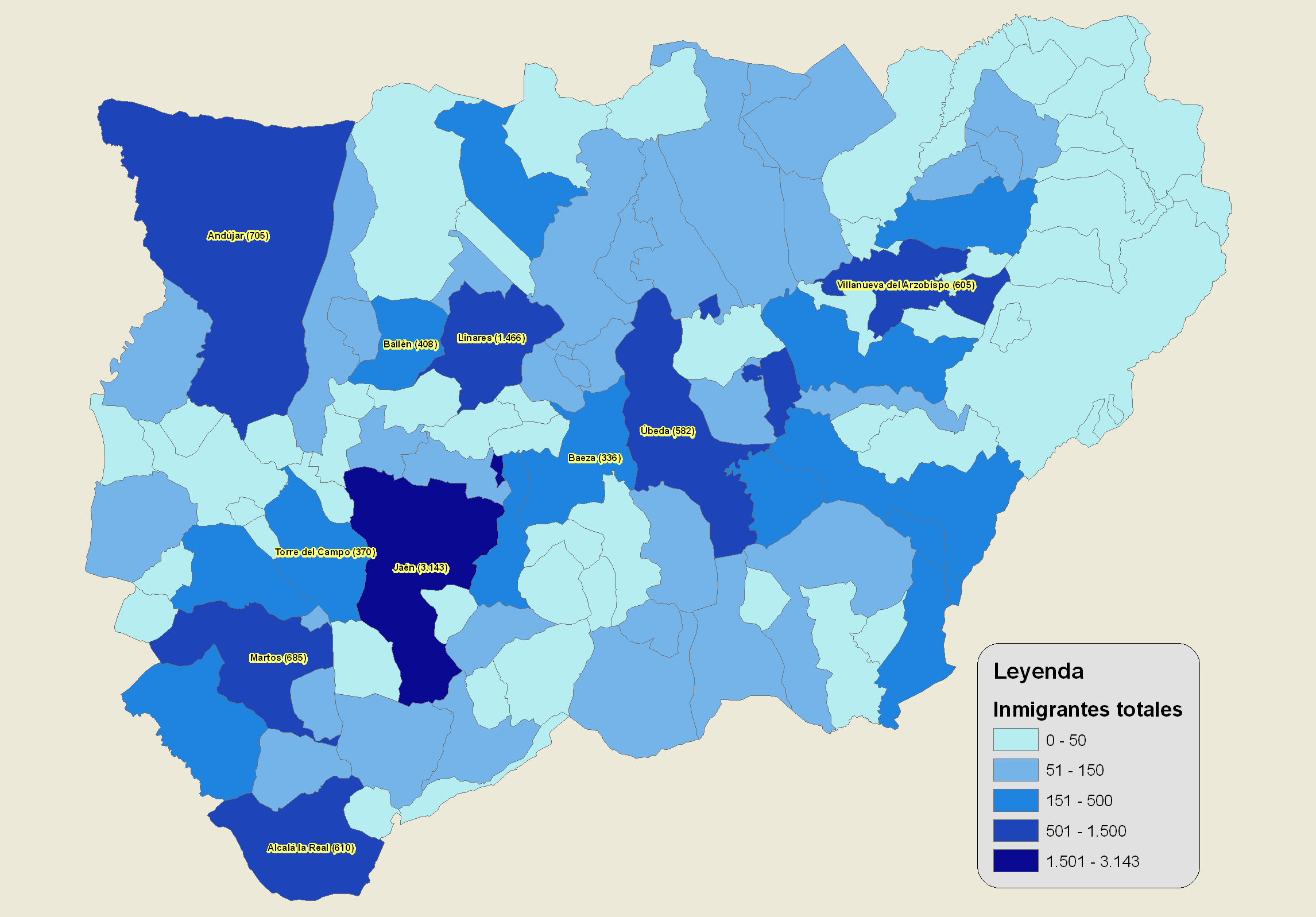
Mapa municipal de inmigrantes en la provincia en 2007

La principal nota que singulariza la demografía provincial es su inestabilidad durante el último siglo. Jaén es la única provincia andaluza que pierde población desde 1970 hasta 1991. Paradójicamente, en ese mismo período de dos décadas, Andalucía crece en aproximadamente un millón de habitantes; es decir, que mientras el contexto sociocultural al que pertenece Jaén tiene un impulso demográfico relevante, con un crecimiento relativo de un 15,8 %, justamente Jaén decrece en una proporción (-4,6 %) significativa. El resultado global que puede anotarse es que, en poco más de siete décadas, Jaén ha pasado de ser la segunda provincia andaluza en efectivos demográficos (tras Sevilla, que entonces sólo tenía apenas 12 000 habitantes más que Jaén), a estar hoy en el penúltimo lugar. Además, a nivel nacional, la provincia de Jaén se encontraba en el puesto 9 de provincias más pobladas en la década de 1950, previo al Éxodo rural, mientras que hoy ocupa el puesto número 27.
La provincia de Jaén mantiene comparativamente una alta tasa de envejecimiento. Desde el año 1995, el descenso de los habitantes en la provincia ha sido paulatino y sólo a partir de 2003 la cifra empieza a recuperarse lentamente. La explicación a este incremento de población es sencilla. Por un lado, se mantiene el número de nacimientos y el crecimiento vegetativo sigue siendo positivo. Al año nacían una media de unos 6600 niños y la variación entre unos y otros no es considerable. Por otro lado, la inmigración suponía también una pequeña subida de los padrones municipales. Por otra parte, el crecimiento poblacional de Jaén se basa en un descenso del número de personas que dejan su tierra natal para buscarse el futuro en otras ciudades españolas.
En el año 2010, la provincia alcanza su pico máximo con 670 761 habitantes. Desde entonces, la caída de población se ha reanudado, perdiendo más de 50 000 habitantes hasta los datos más recientes de 2023. Esta pérdida de población es mucho más acusada en las mitades norte y oriental de la provincia. A lo largo de la década de los 2010 se consolida la tendencia descendente en la población. Todas las grandes ciudades de la provincia han sufrido significantes pérdidas de población, con excepción de Martos, que se mantiene estable, así como algunos municipios cercanos a Jaén como Mengíbar o La Guardia de Jaén, que han visto incrementada su población considerablemente. Linares y la propia Jaén se encuentran entre las ciudades de España que mayor población en términos absolutos han perdido durante este período. Esta situación se ha visto continuada en los primeros años de la década de los 2020. El número de nacimientos se ha reducido a poco más de 4000 anuales, mientras que la tasa de defunciones se ha incrementado. Además, la tasa de emigración interprovincial también se ha visto incrementada. La provincia de Jaén comparte numerosas características en términos de una fuerte pérdida de población, baja natalidad, alta emigración y falta de servicios que la han llevado a vincularse en los últimos años con el término de la España vaciada.

### Población inmigrante
La población extranjera en la provincia de Jaén es de 17 665 habitantes según INE para 2022, lo que supone un 2,84 % del total provincial. Se trata de un porcentaje que se ha mantenido relativamente estable desde finales de la década de los 2000.
La población extranjera asentada en la provincia es todavía, en términos relativos, muy inferior a la media andaluza y española, según un estudio de la Universidad de Jaén, siendo una de las provincias de España con menor población inmigrante tanto en términos absolutos como relativos.
También es un hecho a destacar la población inmigrante no empadronada que se desplaza a la provincia sólo en la época de recolección de la aceituna, aunque su residencia es temporal y el número varía de una campaña a otra. Por lo general, el número ronda los 7000.
Por nacionalidad, los extranjeros más numerosos en la provincia de Jaén, a fecha de 1 de enero de 2022, son los marroquíes (5 674), seguidos de los rumanos (1 716), colombianos (1 068).

### Religión

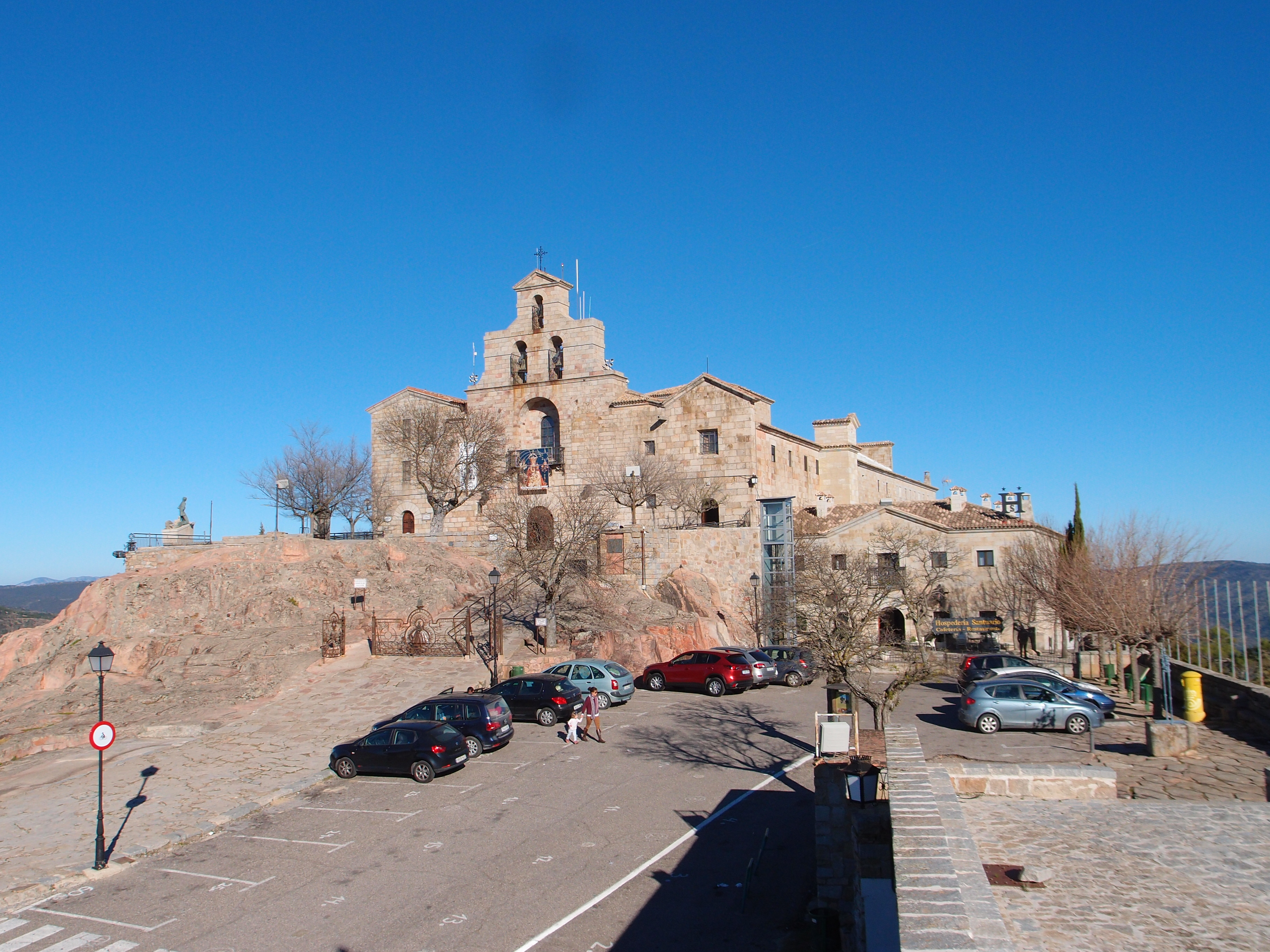
Basílica y Real Santuario de la Virgen de la Cabeza

La religión mayoritaria de la provincia es el catolicismo, aunque existen un gran número de cultos minoritarios. Así los cristianos evangélicos tienen 48 lugares de culto en la provincia, los musulmanes cuentan con 14 centros islámicos, los testigos de Jehová con 13 templos, los budistas dos, mientras que adventistas y mormones cuentan con un templo cada uno.
Desde el I está documentada la presencia cristiana en la provincia, existiendo diversas sedes episcopales: Iliturgi sustituida por la de Tucci, Mentesa Bastetana, Cástulo y Beatia. La diócesis de Jaén fue instaurada por Inocencio IV en 1249 y comprende toda la provincia, desde la anexión del Adelantado de Cazorla en 1954 que completaba eliminación de las jurisdicciones especiales, tras la supresión y anexión, en 1873, de la Abadía de Alcalá la Real y las vicarías de Segura, Beas y Martos.
La sede episcopal se encuentra, desde 1249, en la ciudad de Jaén que fue reconquistada por Fernando III en 1246. Fue traslada Baeza por su situación estratégica, que beneficiaba a la reconquista. Por ello, existen dos catedrales, la Catedral de la Asunción de Jaén y la Catedral de la Natividad de Nuestra Señora de Baeza. Son patrones de la diócesis de Jaén, San Eufrasio y la Virgen de la Cabeza. Su actual obispo es Amadeo Rodríguez Magro que tomó posesión de la diócesis el 28 de mayo de 2016.

## Gobierno y administración provincial
La provincia de Jaén está formada por 97 municipios agrupados administrativamente en diez comarcas y judicialmente en diez partidos judiciales.

### Municipios

Municipios de la provincia de Jaén

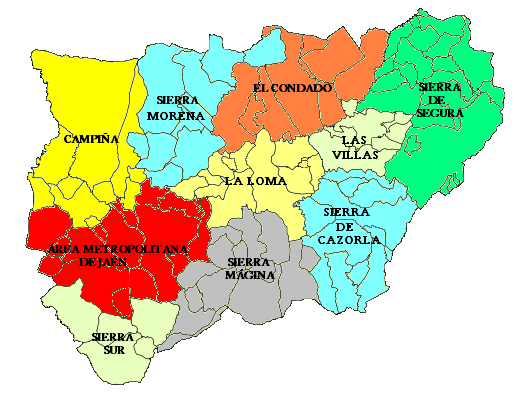
Comarcas de la provincia de Jaén

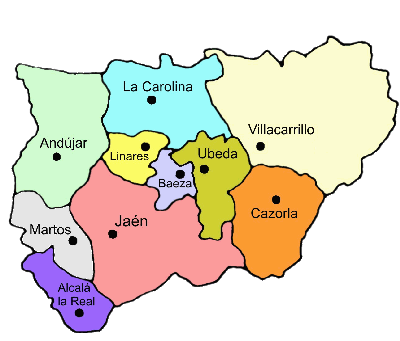
Partidos judiciales de la provincia de Jaén

| N.º  | Municipio                | Población (2022) |
| 1.ª  | Jaén                     | 111 669          |
| 2.ª  | Linares                  | 55 729           |
| 3.ª  | Andújar                  | 36 030           |
| 4.ª  | Úbeda                    | 34 062           |
| 5.ª  | Martos                   | 24 329           |
| 6.ª  | Alcalá la Real           | 21 556           |
| 7.ª  | Bailén                   | 17 377           |
| 8.ª  | Baeza                    | 15 773           |
| 9.ª  | La Carolina              | 14 960           |
| 10.ª | Torredelcampo            | 13 922           |
| 11.ª | Torredonjimeno           | 13 467           |
| 12.ª | Jódar                    | 11 533           |
| 13.ª | Mancha Real              | 11 350           |
| 14.ª | Villacarrillo            | 10 484           |
| 15.ª | Alcaudete                | 10 347           |
| 16.ª | Mengíbar                 | 9965             |
| 17.ª | Villanueva del Arzobispo | 7968             |
| 18.ª | Cazorla                  | 7183             |
| 19.ª | Torreperogil             | 7130             |
| 20.ª | Marmolejo                | 6660             |
| 21.ª | Los Villares             | 6120             |
| 22.ª | Porcuna                  | 6080             |
| 23.ª | Huelma                   | 5615             |
| 24.ª | Arjona                   | 5397             |
| 25.ª | Peal de Becerro          | 5345             |
| 26.ª | La Guardia de Jaén       | 5151             |
| 27.ª | Beas de Segura           | 5112             |
| 28.ª | Quesada                  | 5106             |
| 29.ª | Pozo Alcón               | 4633             |
| 30.ª | Navas de San Juan        | 4465             |
| 31.ª | Santisteban del Puerto   | 4434             |
| 32.ª | Vilches                  | 4317             |

| N.º  | Municipio              | Población (2022) |
| 33.ª | Villatorres            | 4293             |
| 34.ª | Castillo de Locubín    | 3960             |
| 35.ª | Sabiote                | 3863             |
| 36.ª | Lopera                 | 3616             |
| 37.ª | Valdepeñas de Jaén     | 3597             |
| 38.ª | Arjonilla              | 3535             |
| 39.ª | Rus                    | 3465             |
| 40.ª | Jamilena               | 3314             |
| 41.ª | Castellar              | 3209             |
| 42.ª | Fuensanta de Martos    | 3023             |
| 43.ª | Villanueva de la Reina | 3014             |
| 44.ª | Begíjar                | 3008             |
| 45.ª | Pegalajar              | 2823             |
| 46.ª | Ibros                  | 2787             |
| 47.ª | Santiago-Pontones      | 2777             |
| 48.ª | Guarromán              | 2748             |
| 49.ª | Cambil                 | 2642             |
| 50.ª | Bedmar y Garcíez       | 2637             |
| 51.ª | Baños de la Encina     | 2594             |
| 52.ª | Torreblascopedro       | 2460             |
| 53.ª | Huesa                  | 2445             |
| 54.ª | La Puerta de Segura    | 2245             |
| 55.ª | Arroyo del Ojanco      | 2227             |
| 56.ª | Puente de Génave       | 2175             |
| 57.ª | Siles                  | 2168             |
| 58.ª | Santo Tomé             | 2105             |
| 59.ª | Jabalquinto            | 1968             |
| 60.ª | La Iruela              | 1910             |
| 61.ª | Noalejo                | 1856             |
| 62.ª | Canena                 | 1802             |
| 63.ª | Orcera                 | 1752             |
| 64.ª | Cabra del Santo Cristo | 1745             |

| N.º  | Municipio                | Población (2022) |
| 65.ª | Segura de la Sierra      | 1 729            |
| 66.ª | Campillo de Arenas       | 1 705            |
| 67.ª | Arquillos                | 1 698            |
| 68.ª | Lahiguera                | 1 638            |
| 69.ª | Montizón                 | 1 606            |
| 70.ª | Frailes                  | 1 565            |
| 71.ª | Bélmez de la Moraleda    | 1 519            |
| 72.ª | Chilluévar               | 1 397            |
| 73.ª | Torres                   | 1 360            |
| 74.ª | Cárcheles                | 1 310            |
| 75.ª | Fuerte del Rey           | 1 309            |
| 76.ª | Jimena                   | 1 253            |
| 77.ª | Sorihuela del Guadalimar | 1 053            |
| 78.ª | Albanchez de Mágina      | 993              |
| 79.ª | Villardompardo           | 935              |
| 80.ª | Escañuela                | 932              |
| 81.ª | Iznatoraf                | 905              |
| 82.ª | Chiclana de Segura       | 902              |
| 83.ª | Santa Elena              | 883              |
| 84.ª | Lupión                   | 830              |
| 86.ª | Torres de Albanchez      | 758              |
| 85.ª | Cazalilla                | 745              |
| 87.ª | Santiago de Calatrava    | 655              |
| 88.ª | Higuera de Calatrava     | 609              |
| 89.ª | Espeluy                  | 606              |
| 90.ª | Carboneros               | 593              |
| 91.ª | Hornos                   | 589              |
| 92.ª | Génave                   | 573              |
| 93.ª | Aldeaquemada             | 463              |
| 94.ª | Larva                    | 459              |
| 95.ª | Benatae                  | 448              |
| 96.ª | Villarrodrigo            | 375              |
| 97.ª | Hinojares                | 335              |

### Comarcas
| Comarca           | Capital                | Extensión   | Habitantes | Densidad       |
| ----------------- | ---------------------- | ----------- | ---------- | -------------- |
| Metropolitana     | Jaén                   | 1755,56 km² | 216 191    | 123,15 hab/km² |
| Sierra Morena     | Linares                | 1396,7 km²  | 97 315     | 69,67 hab/km²  |
| La Loma           | Úbeda                  | 1437,4 km²  | 75 180     | 72,47 hab/km²  |
| La Campiña        | Andújar                | 1741,7 km²  | 62 172     | 35,69 hab/km²  |
| Sierra Mágina     | Jódar                  | 1389,4 km²  | 42 601     | 30,66 hab/km²  |
| Sierra Sur        | Alcalá la Real         | 784,27 km²  | 41 025     | 52,31 hab/km²  |
| Sierra de Cazorla | Cazorla                | 1330,72 km² | 30 459     | 22,89 hab/km²  |
| Sierra de Segura  | Beas de Segura         | 1931 km²    | 22 928     | 11,87 hab/km²  |
| El Condado        | Santisteban del Puerto | 1488,11 km² | 20 631     | 13,86 hab/km²  |
| Las Villas        | Villacarrillo          | 556,38 km²  | 20 410     | 36,68 hab/km²  |

### Partidos judiciales
Judicialmente, la provincia de Jaén está formada por diez partidos judiciales: Jaén, Linares, Úbeda, Andújar, Bailén, Martos, Alcalá la Real, La Carolina, Baeza, Villacarrillo y Cazorla.

## Economía
La estructura productiva provincial presenta algunas características específicas:
- Un sector agrario dependiente del monocultivo del olivar, con insuficiente generación de valor añadido, principalmente por la fase de comercialización. Su carácter cíclico afecta al desarrollo de los demás sectores, sobre todo en las zonas rurales.
- Un sector de la construcción muy ligado a los ciclos agrícolas.
- Un sector industrial en el que predomina la empresa de reducida dimensión y poco tecnificada:

- - En Linares, Martos y La Carolina, predomina la industria metalúrgica y, en particular, la del automóvil, y en torno a esta una amplia red de empresas auxiliares.
  - En Jaén, Andújar, Úbeda, Arjona, Alcaudete y Linares sobresale la industria de la alimentación, aunque en estas tres últimas con fuerte estacionalidad (dulces de Navidad y azúcar). En concreto, la fábrica de Valeo, ubicada en Martos, es la empresa más grande de la provincia.[74]
  - En Bailén, Arjona, Arjonilla y Vilches, puede destacarse la industria de la cerámica, ladrillera y de tejares, con un empleo estacional estas últimas (abril a noviembre), y basado fundamentalmente en empleos de baja cualificación (empaquetado y manipulado del producto).
  - La industria textil y de la confección se localiza en La Carolina, Andújar y su comarca y en sierra Mágina (destaca Jódar). La comarca de La Loma, que había sido potencia textil, ha quedado a nivel testimonial (destaca Rus) tras las duras reconversiones de sus talleres y fábricas textiles.
  - En Torredonjimeno existe la única fundición de campanas del sur de España.
  - En Mancha Real, Huelma, Lopera, Marmolejo, Arjona y Andújar, se sitúa la industria del mueble de madera.
  - En Jódar destaca la industria del esparto. Material usado para molturar la aceituna en décadas pasadas y, que hoy día, tiene uso en la fabricación de sombrillas de playa.

- Un sector servicios en crecimiento, por subdesarrollo del industrial, y que ocupa uno de cada dos empleos existentes. Se concentra básicamente en el que generan las diferentes administraciones, el comercio y una incipiente industria hostelera que busca un espacio en el mundo del turismo de interior.
- Una fuerte reestructuración sectorial, activada por los cambios en el sector agrícola, con un notable trasvase de mano de obra, que ha buscado salida a través de la construcción y de los servicios.
- El sector tecnológico es de gran importancia en la provincia, situándose líder en la comunidad autónoma de Andalucía con el 37,2 % del total de ventas en 2014.[75]

La provincia es, igualmente, líder regional en la venta de productos de origen animal, con el 55,5 % de las realizadas por empresas andaluzas. Por su parte, la fabricación y venta de filamentos sintéticos o artificiales, con el 43,60 % de las ventas; los artículos de textil-hogar y prendería, con el 81,90 %; las manufacturas de cestería, con el 81,90 %; la fabricación de otras fibras textiles de origen vegetal, con el 52,70 %; la peletería y sus confecciones, con el 68,70 %; y las manufacturas de estaño, con el 95,90 %; representan parte del potencial industrial de la provincia.
El sector de la automoción abarca en torno al 20-22 por ciento del sector industrial de la provincia.
Renta provincial
En 1977 el PIB por persona representaba un 59,06 % de la media nacional, mientras que en 1997 ha logrado alcanzar un 75,91 % Las cifras son más satisfactorias si el término de la comparación es la comunidad autónoma, ya ese porcentaje era del 79,06 %, y ha alcanzado un 104,64 % en 1997, de forma que actualmente el PIB per cápita jiennense supera a la media del andaluz. De hecho, en los últimos años, Jaén ha experimentado un crecimiento económico superior al nacional y al regional, habiéndose intensificado el mismo durante los últimos años. Este hecho —junto con la mejora de las prestaciones sociales y las transferencias— ha permitido que su Renta Familiar Bruta Disponible (RFB) por habitante esté más próxima a la media española y que supere a la media andaluza.

### Olivicultura y elaiotecnia

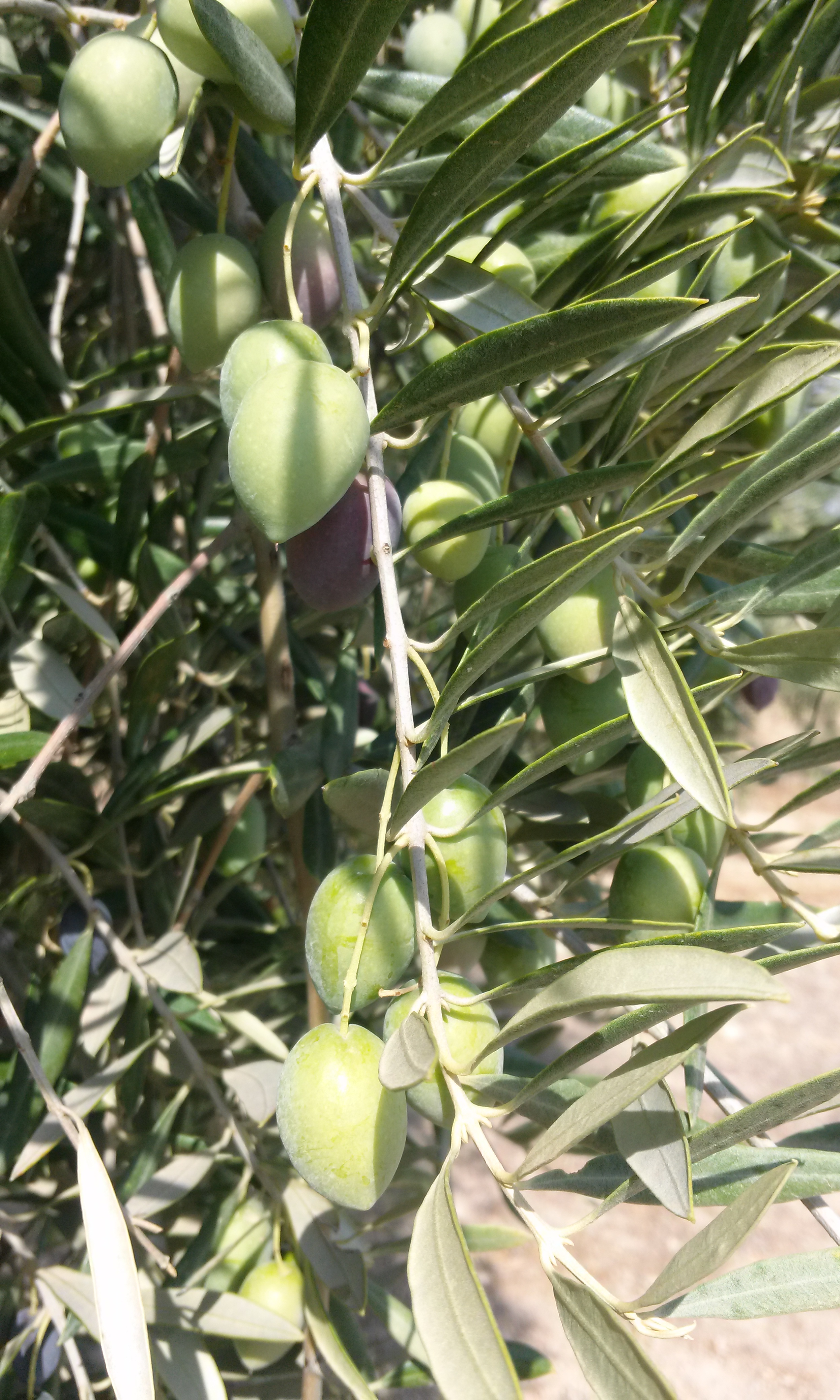
Aceitunas de la variedad picual, la variedad de olivo dominante en la provincia de Jaén

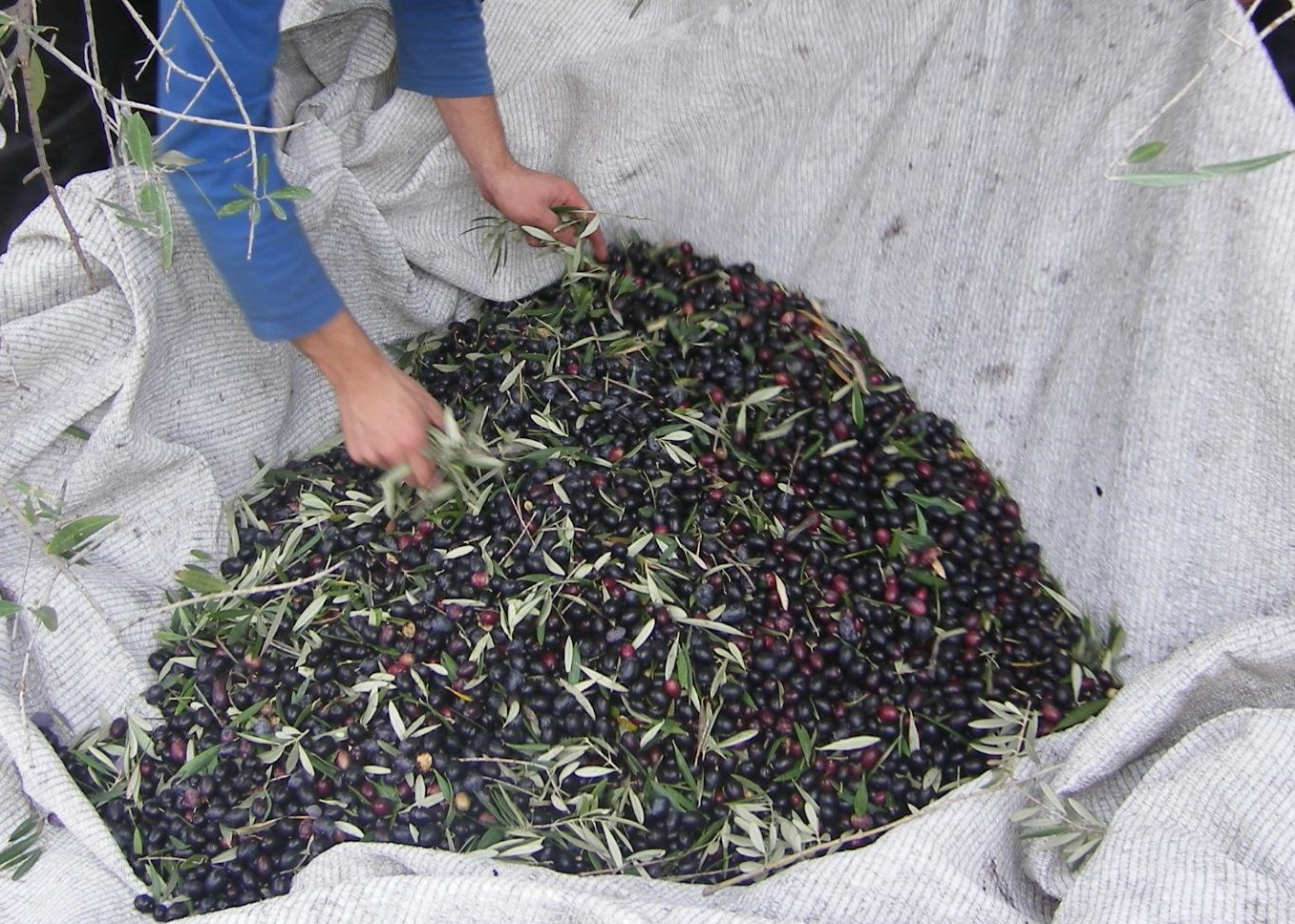
Lienzo con aceituna recogida de un olivar de Jaén

La provincia de Jaén es el mayor productor mundial de aceite de oliva, de ello que gran parte de la economía jiennense se basa en el monocultivo del olivo. En el año 2012 produjo 696 180 T de aceituna de almazara, que rindieron 140 373 T de aceite de oliva. En el año 2013 produjo 3 595 872 T de aceituna de almazara, rindiendo 749 387 T de aceite de oliva. En el año 2014 se produjeron 1 015 697 T de aceituna de almazara, obteniéndose 227 050 T de aceite de oliva.
La consideración de sector estratégico del olivar y del aceite de oliva es incuestionable y no solo por su aportación a la riqueza y al empleo provincial, sino también por las repercusiones sociales, ambientales y culturales.
La provincia de Jaén, con 550 000 ha de olivar, representa más del 25% de la superficie española y el 42% de la andaluza, produciendo en torno al 50% del total nacional de aceites de oliva, y más del 20% de todo el mundo. Desde una perspectiva interna, el 78% de la superficie agrícola de la provincia se destina al cultivo del olivar, que es mayoritariamente de aceituna para almazara. En el año 2012, más del 43% de la superficie provincial se encontraba cultivada de olivar.
Por otro lado, el concepto de «aceites y derivados» representa más del 90% de la producción final agrícola de la provincia, porcentaje que adquiere una importancia manifiesta si se considera que el sector agrario en el conjunto de actividades económicas supone alrededor del 20%.
Las cifras anteriores son claros indicadores de la importancia del sector olivarero y oleícola en la economía provincial, constituyendo un recurso esencial para una buena parte de la población, además, por la gran cantidad de mano de obra que ocupa tanto directa como indirectamente. En este sentido, una campaña normal genera, aproximadamente, 8 millones de jornales de recolección y más de 150 000 de molturación, cuyo valor económico es de alrededor de 300 millones de euros.
El pueblo jienense de Martos fue el primero que producía aceite en todo el mundo y el pueblo de Villacarrillo (Jaén) es indiscutiblemente el principal productor de aceite de oliva del mundo, poseyendo la cooperativa agraria de mayores dimensiones destinada a este producto y sector, siendo esta la que más toneladas de aceituna moltura de todas. Conocida como Cooperativa Nuestra Señora del Pilar de Villacarrillo, la que es la mayor almazara del mundo, fue inaugurada el 12 de octubre de 2011. Cuenta con más de 1600 socios, y en ella se invirtieron 22 millones de euros (6 millones de ayudas públicas). Es capaz de molturar 2´5 millones de kilo de masa de aceituna al día, empleando tecnología puntera capaz de extraer hasta el 99% de aceite del fruto. Sus bodegas pueden almacenar hasta 17 millones de kilos de aceite. Dispone de 16 líneas de limpieza y lavado y dos puntos de descarga, permitiéndole recibir aceituna totalmente limpia.
En la provincia existen tres Denominaciones de Origen para el aceite de oliva: DO Sierra de Segura, DO Sierra de Cazorla, y DO Sierra Mágina. Esta denominación es un sello cualitativo que relaciona el producto y su lugar de origen.

Los árboles
¿serán acaso solidarios?
¿digamos el castaño de los Campos Elíseos
con el quebrancho de Entre Ríos
o los olivos de Jaén
con los sauces de Tacuarembó?
Extraído del poema De árbol a árbol de Mario Benedetti.

### Viticultura y enotecnia
El vino tiene mucha menor importancia con respecto al aceite de oliva en la provincia. Aun así, existen localidades con mucha solera en su elaboración. Destacan como municipios productores: Torreperogil, Bailén, Lopera, la Sierra Sur de Jaén (Alcalá la Real y Frailes). En total son más de 440 ha de superficie de vid cultivada en la provincia, que han producido unos 854 000 kilos de uva de diversas variedades, obteniéndose de ellas 670 000 litros de vino en el año 2015.
Existen tres Indicaciones Geográficas para el Vino de la Tierra: IGP Vino de la Tierra de Bailén, IGP Vino de la Tierra Sierra Sur e IGP Vino de la Tierra de Torreperogil.
En localidades como Bailén, la uva empleada para extraer el mosto ha sido mayoritariamente uva blanca, si bien en los últimos tiempos existe la tendencia a plantar cepas de uva negra para satisfacer la mayor demanda del mercado de caldos de este tipo.
En la campaña 2008/2009:
- Bailén disponía de 89 ha de superficie apta para la producción de Vino de la Tierra, con 65 viticultores, una bodega embotelladora inscrita y una producción obtenida de 2010 hl.
- La Sierra Sur disponía de 19 ha de superficie apta, 95 viticultores, 2 bodegas embotelladoras inscritas y una producción obtenida de 623 hl.
- Torreperogil disfrutaba de 117 ha, empleando a 250 viticultores, con una bodega embotelladora inscrita y una producción obtenida de 3273 hl.

En la campaña 2012/2013:
- Bailén disponía de 44 ha de superficie apta para la producción de Vino de la Tierra, con 58 viticultores, una bodega no embotelladora inscrita y una producción obtenida de 1280 hl.
- La Sierra Sur disponía de 19 ha de superficie apta, 18 viticultores, 2 bodegas embotelladoras inscritas y una producción obtenida de 836 hl.
- Torreperogil disfrutaba de 69 ha, empleando a 156 viticultores, con una bodega embotelladora inscrita y una producción obtenida de 2223 hl.

En ambas campañas el 100% del Vino de la Tierra de la provincia se comercializó a nivel nacional. Se observa una clara recesión en el número de hectáreas cultivadas y en la producción obtenida, en pro del cultivo del olivar y del aceite de oliva.
En Lopera, el avance del olivar está menguando fuertemente las hectáreas dedicadas a la vid. Las plantaciones de vid de la variedad de vino dulce blanco Pedro Ximénez, que dio gran fama a los vinos loperanos, han sido arrancadas a inicios de 2015. Actualmente restan unas 20 ha de superficie de vid cultivada. Disfrutó a partir de los años 70 de siglo XX de una mención geográfica vinícola, que más tarde perdió.

### Cultivo de cereales

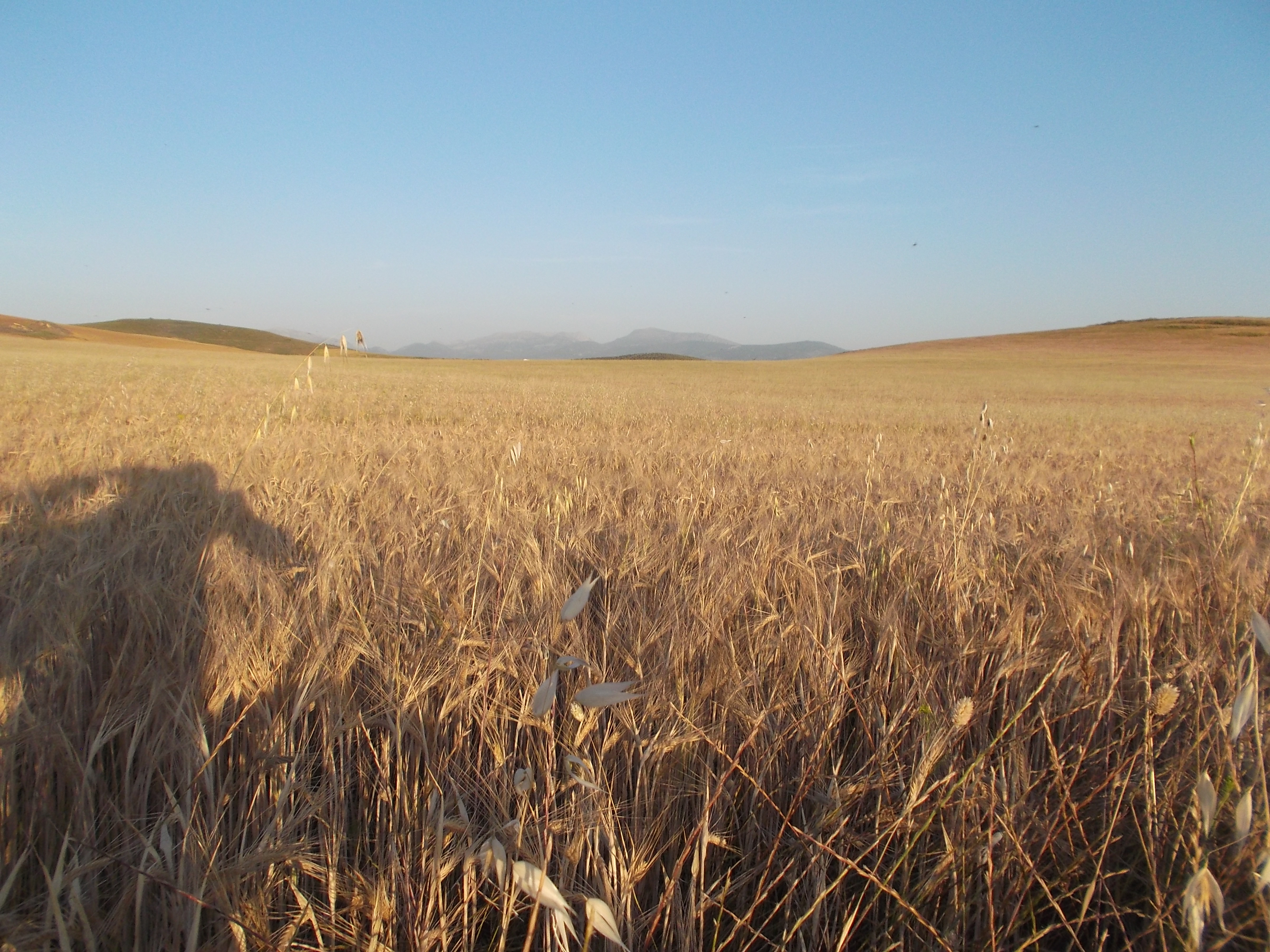
Vista de un cebadal al norte de la ciudad de Jaén

La producción de cereal cultivado en la provincia es muy importante, con más de 25 000 ha, destacando trigo blando y el trigo duro que en los años 2013 y 2014 produjeron cerca de 20 000 t cada año. Por su parte, la cebada tremesina, cultivada para la elaboración de cerveza, produce en torno a 10 000 t anuales; mientras que la cebada castellana presenta una producción inferior, variando entre las 8000 t de 2013 y las 5800 de 2014. La producción de avena es aproximadamente de 5000-6000 t anuales. Además de estos, también existen cultivos de triticale, con unas 800 t, y de centeno, con pocas hectáreas de cultivo que generan una producción de unas 30 toneladas.
En términos relativos aproximados, por cada hectárea cultivada de cereal en la provincia existen 25 ha cultivadas de olivar. Las parcelas cultivadas de cereal suponen el hábitat, el refugio y una gran fuente de alimento para una variada fauna como aguilucho cenizo, avutarda, sisón, perdiz roja, tórtola europea, triguero, calandria, codorniz, ratón de campo, etcétera, cobrando mayor importancia como islas de refugio y alimento en los extensos olivares de la provincia. Es por ello que muchos cotos de caza, asociaciones ecologistas, etcétera, incentivan estos cultivos y luchan por su permanencia y mantenimiento, en continua recesión debido al fuerte avance del olivar.

### Cultivo de almendra

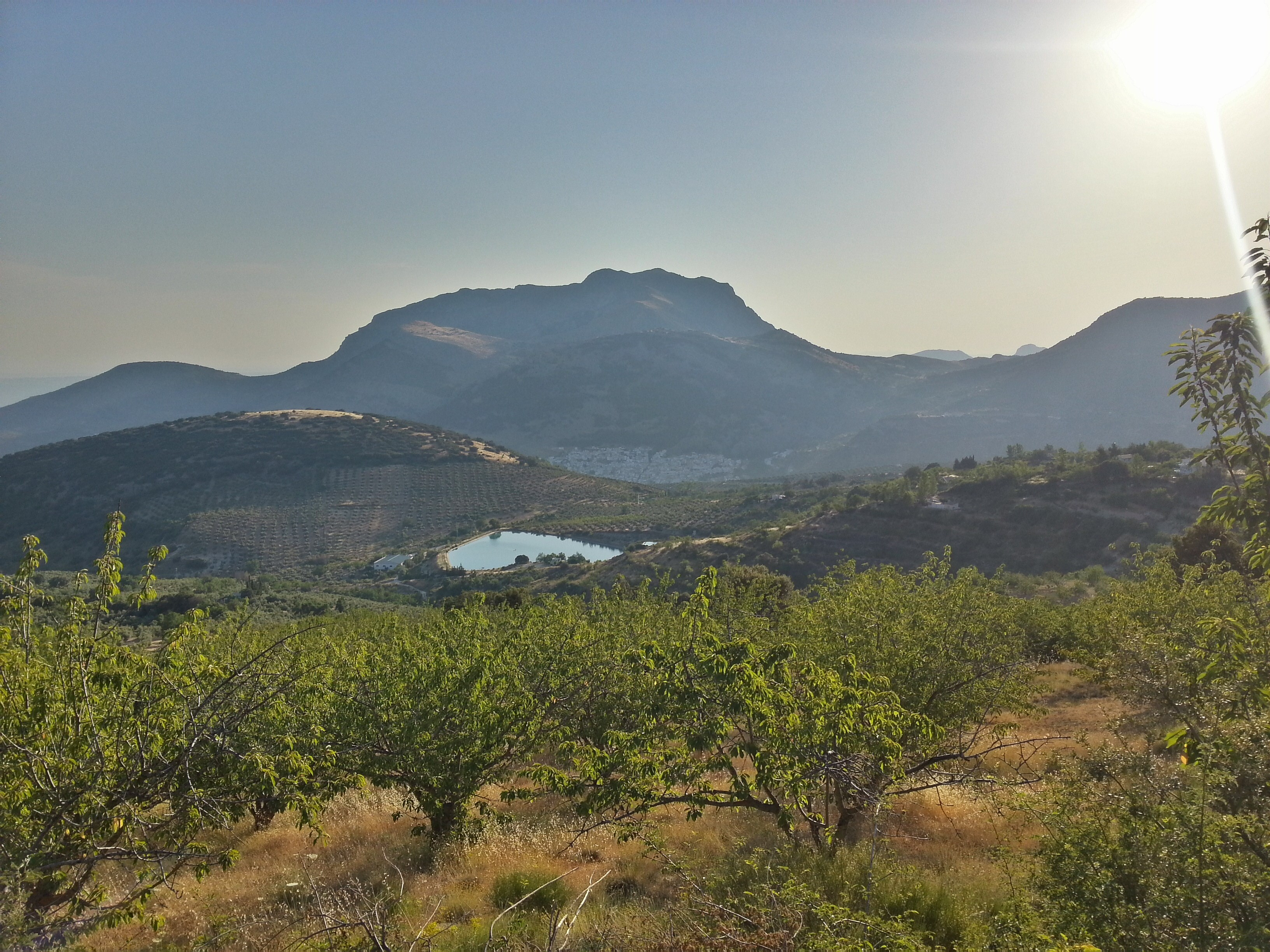
Campo de cerezos en Torres

En la provincia se generan de media anual unos 2 millones de kilogramos de almendra en las 3 229 ha plantadas, que suponen en términos económicos unos 15 millones de euros. Pocos agricultores se dedican en exclusiva a su cultivo, sino que más bien constituyen un complemento de renta al aceite de oliva. Muchos de los almendros se encuentran plantandos en linderos entre las olivas o en espacios que por accesibilidad o tipo de suelo (rocoso) no son tan aptos para el olivar, aprovechando así mejor el terreno cultivable disponible.

### Cultivo de la cereza
La provincia de Jaén es la primera andaluza en extensión de terreno dedicado al cultivo de la cereza, y la tercera a nivel nacional, con algo más de 1 300 ha, representando un 63 % de la superficie total andaluza y un 5,4 % de la nacional. La producción media anual de la provincia supera las 550 toneladas de cereza, si bien en años como el de 2011 se produjeron hasta 2 600 toneladas de cereza. Los principales municipios productores son Torres, Castillo de Locubín, Alcalá la Real y Frailes.
Debido a los altos costes que han tenido que afrontar muchos agricultores en los últimos años, su cultivo se ha ido abandonando progresivamente, pasando, por ejemplo, de los 4 a 5 millones de kg de cereza anuales que producía la Sierra Sur, a unos 300 000 o 400 000 kg, similar a la zona de sierra Mágina. Sin embargo, la situación de paro y crisis económica ha hecho que muchas personas recuperen su cultivo.

### Cultivo del algodón
El número de hectáreas cultivadas de algodón anualmente en la provincia de Jaén suele rondar las 5 000. En el año 2016 fueron 4 450, mientras que en el 2015 4 800 ha. La mayoría se localiza en el valle del Guadalquivir, en localidades como Andújar, Marmolejo y Espeluy. La producción suele rondar entre 1 500 y 2 000 kg por hectárea. En la campaña 2016-2017 se estimaba un precio por kg de algodón de 40 céntimos de euro.

### Caza

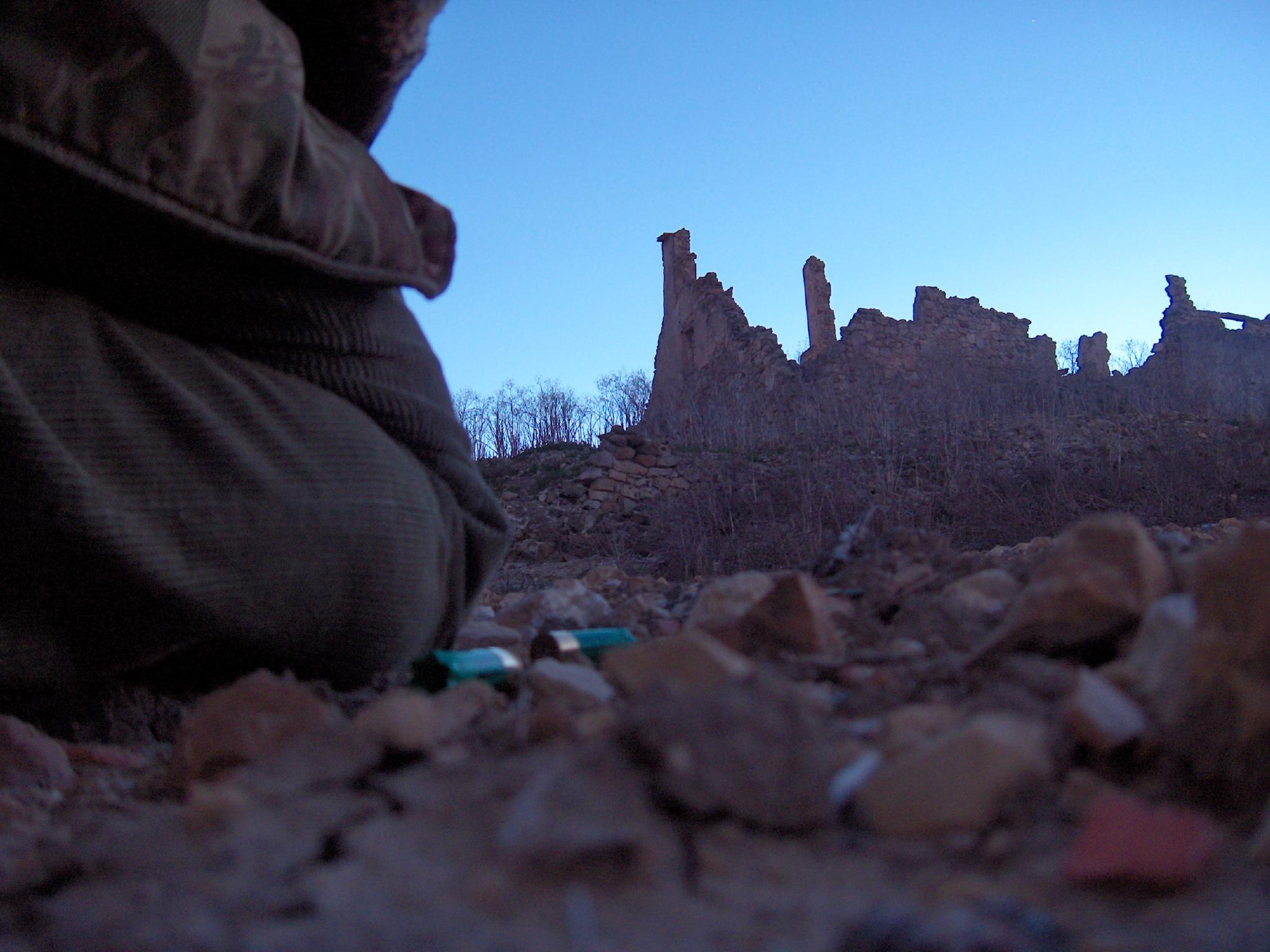
Rececho de conejos de madrugada, en un cortijo abandonado

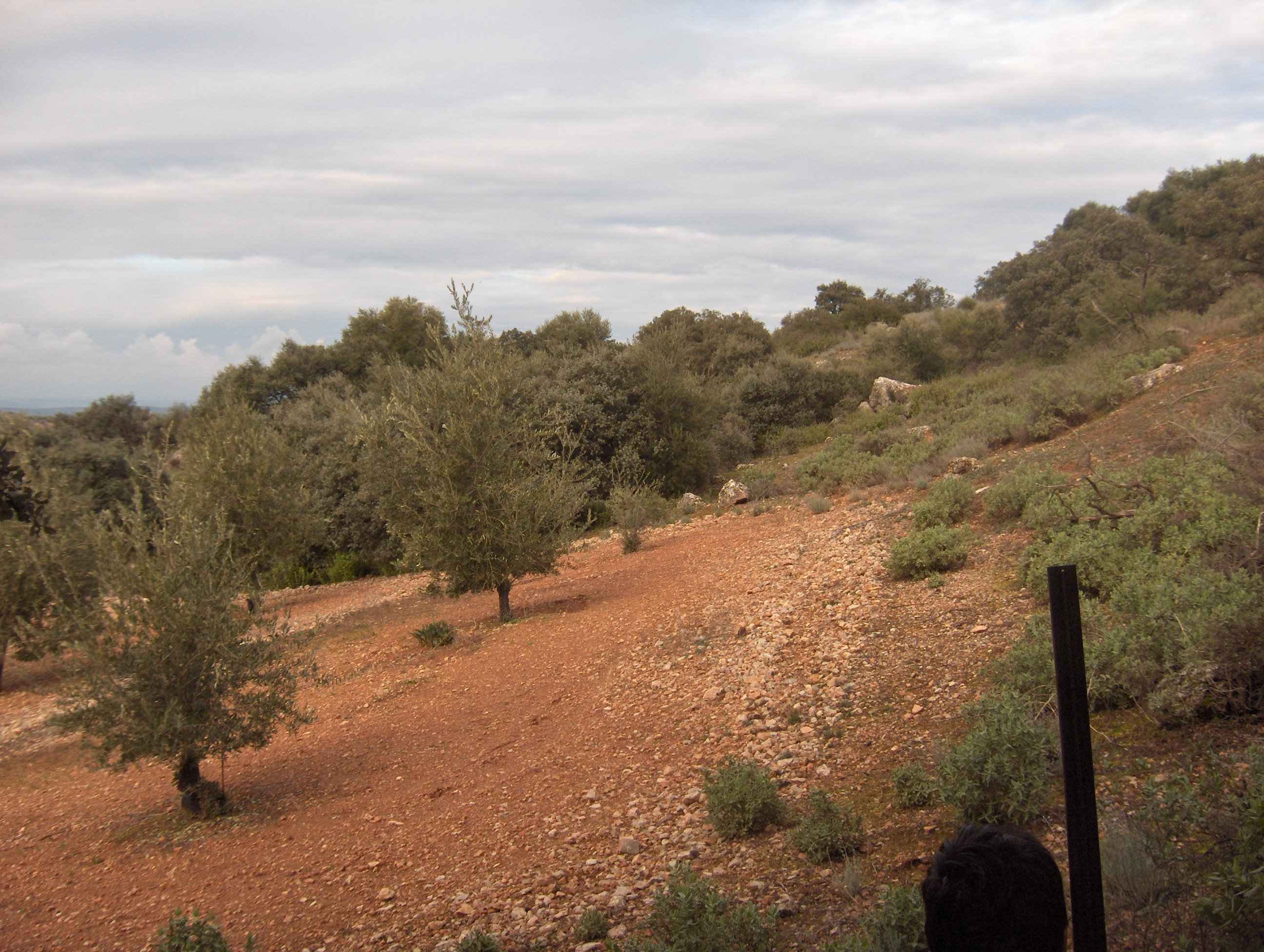
Caza del zorzal desde puesto fijo, en un coto de la provincia

La caza tiene una importante influencia en la economía de la provincia. Jaén es una de las provincias más potentes de España en este sector, lo que se manifiesta con los siguientes datos: 873 cotos de caza (de los cuales 196 para caza mayor) y más de 33 000 licencias de caza. Mueve unos 200 millones de euros anuales, lo que supone el 16% del volumen de negocio en Andalucía. Los cuatro parques naturales de la provincia recogen gran parte de las monterías que se llevan a cabo en la provincia.
Anualmente se celebra en la capital la feria de la caza y la pesca de la provincia de Jaén: Ibercaza, con más de 15 000 metros cuadrados de exposición, que recibió en 2015 más de 15 000 visitantes. En esta feria se puede encontrar desde todo tipo de armas hasta organizadores de safaris, taxidermistas, cuchilleros, concentración de perros de caza, trofeos de caza, actividades como tiro al plato, tiro con arco, talleres de pesca, exposiciones de pintura y fotografía, etcétera.
En cuanto a la caza menor, destacan las siguientes piezas: el zorzal (común, charlo, real y alirrojo), la perdiz roja, la paloma torcaz, la paloma zurita, la paloma bravía, el tordo o estornino pinto, la codorniz (con una fuerte mengua en su población que se suple con repoblaciones de piezas provenientes de granja), la tórtola europea, etcétera, en lo que aves se refiere. El conejo y la liebre (comúnmente cazada por medio de galgos) tienen una gran presencia (la del conejo a veces excesiva y problemática con relación a los cultivos) en gran parte de la provincia y suponen de igual manera una gran parte de las piezas abatidas o cazadas.
En lo relativo a la caza mayor, destacan el ciervo, el jabalí, y en menor medida otros cérvidos como el gamo y el corzo, así como el muflón y la cabra montés. En 2014 se llevaron a cabo 383 monterías, ganchos y batidas, con 116 rehalas contabilizadas, con una media de veinte perros cada una. Además, existen 180 sociedades federadas, con unos 16 000 federados.
El zorzal presenta poblaciones muy importantes en la provincia durante el otoño y el invierno, gracias a la abundancia de alimento que le proporcionan los olivares con su aceituna madura y a las temperaturas más favorables del sur de Europa. La mayor parte de la aceituna que ingiere procede de la que ha caído del árbol. Rara vez se interesa por la que permanece en el árbol, al exigirle un mayor esfuerzo, por lo que no resulta un ave dañina para la agricultura. Al contrario, su alimentación basada tanto en frutos y bayas como en insectos, gusanos, etcétera, proporciona un equilibrio en el ecosistema, combatiendo plagas y posibles sobrepoblaciones de insectos, que puedan ser potencialmente enemigos del olivar. Desde primeros de noviembre hasta finales de febrero está permitida su caza.
En líneas generales, para la paloma torcaz se percibe una población ligeramente ascendente en número de individuos. Por el contrario, la tórtola europea, la perdiz roja y la codorniz presentan una notable regresión en número de ejemplares. Para estas últimas dos especies, son muchos los cotos de caza que emplean parte de su presupuesto en repoblaciones anuales con ejemplares criados en granjas, debido a la escasez cada vez mayor de piezas silvestres.
Como ejemplo de la importancia y calidad de la caza en la provincia, tanto mayor como menor, se puede advertir la presencia de Francisco Franco para realizar la caza de la perdiz roja, durante una semana al año (la semana de año nuevo) a lo largo de 20 años (desde 1952 a 1972, interrumpida sólo un año), en la finca de Arroyovil, propiedad del que era su yerno (conde de Argillo), junto a la localidad de Mancha Real.

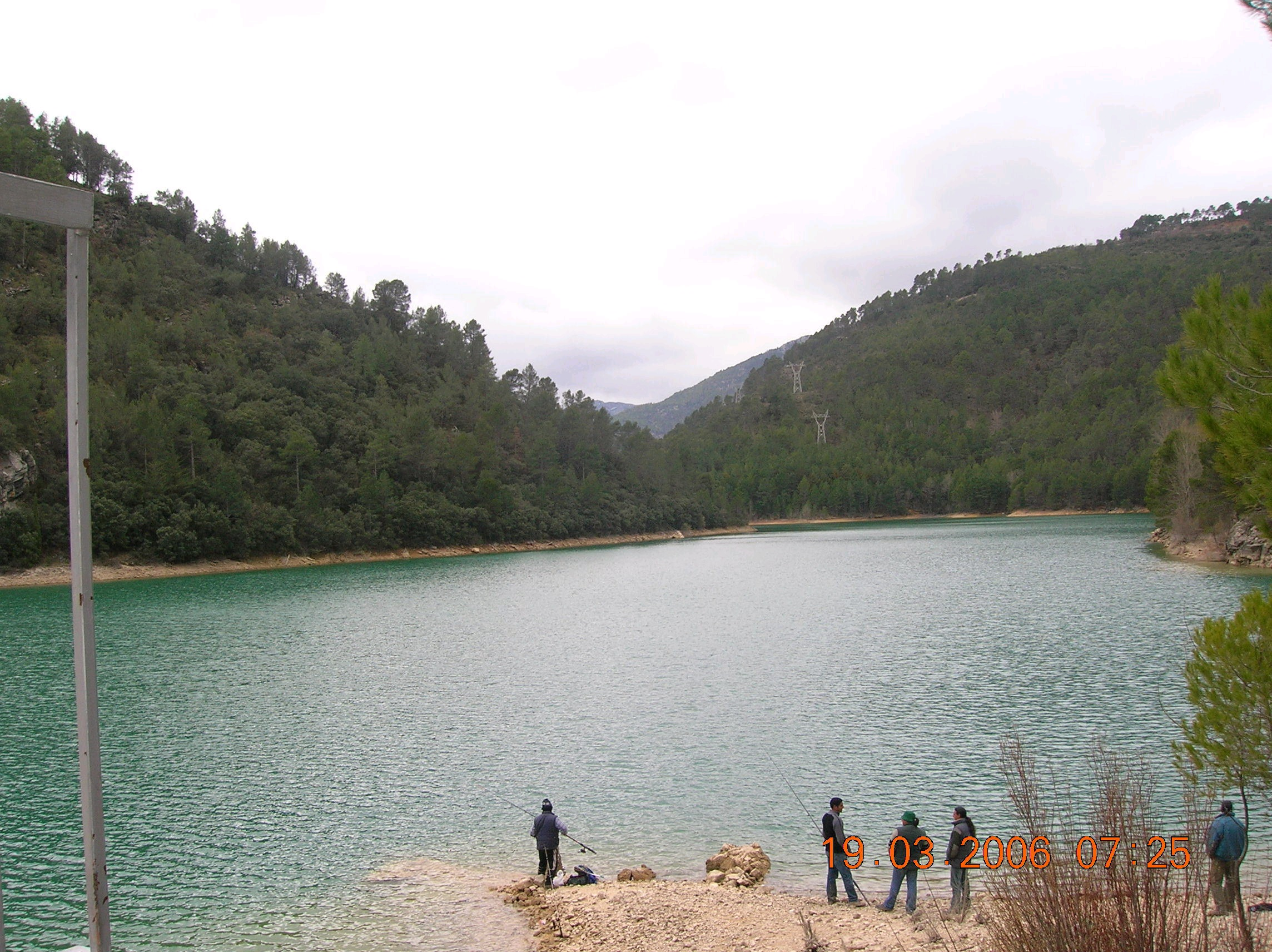
Pescadores en el embalse del Anchuricas

### Pesca
La provincia cuenta con una gran tradición en pesca deportiva, con un gran número de aficionados y más de 8000 licencias expedidas y más de 40 asociaciones federadas que organizan un gran número de acontecimientos, concursos y competiciones pesqueras, en alguno de los veinte cotos de pesca disponibles en la provincia en ríos y embalses. Algunas de las principales especies que se capturan en la provincia son el barbo, la carpa, la trucha arcoíris, la trucha común, el black bass, el lucio, el cacho, el carpín, la perca, la boga de río, el cangrejo de río americano y el cada vez más escaso cangrejo autóctono de río.

## Infraestructuras y equipamientos

### Sanidad
En Términos de Sanidad, la provincia de Jaén cuenta con una red de hospitales que cubren las necesidades de sus ciudadanos. La capital cuenta con tres hospitales, unificados por medio del Complejo Hospitalario de Jaén, a la espera de la actuación por parte de la Junta de Andalucía mediante la construcción de la Ciudad Sanitaria. En cuanto a la provincia, destacan el hospital de San Agustín de Linares, el Hospital Comarcal de San Juan de la Cruz en Úbeda, el Hospital Alto Guadalquivir de Andújar y el Hospital de Alcalá la Real, estos dos últimos de alta resolución. Además, cuenta con una extensa red de centros de salud repartidos entre diversos de los 97 municipios de la provincia.

### Medios de transporte

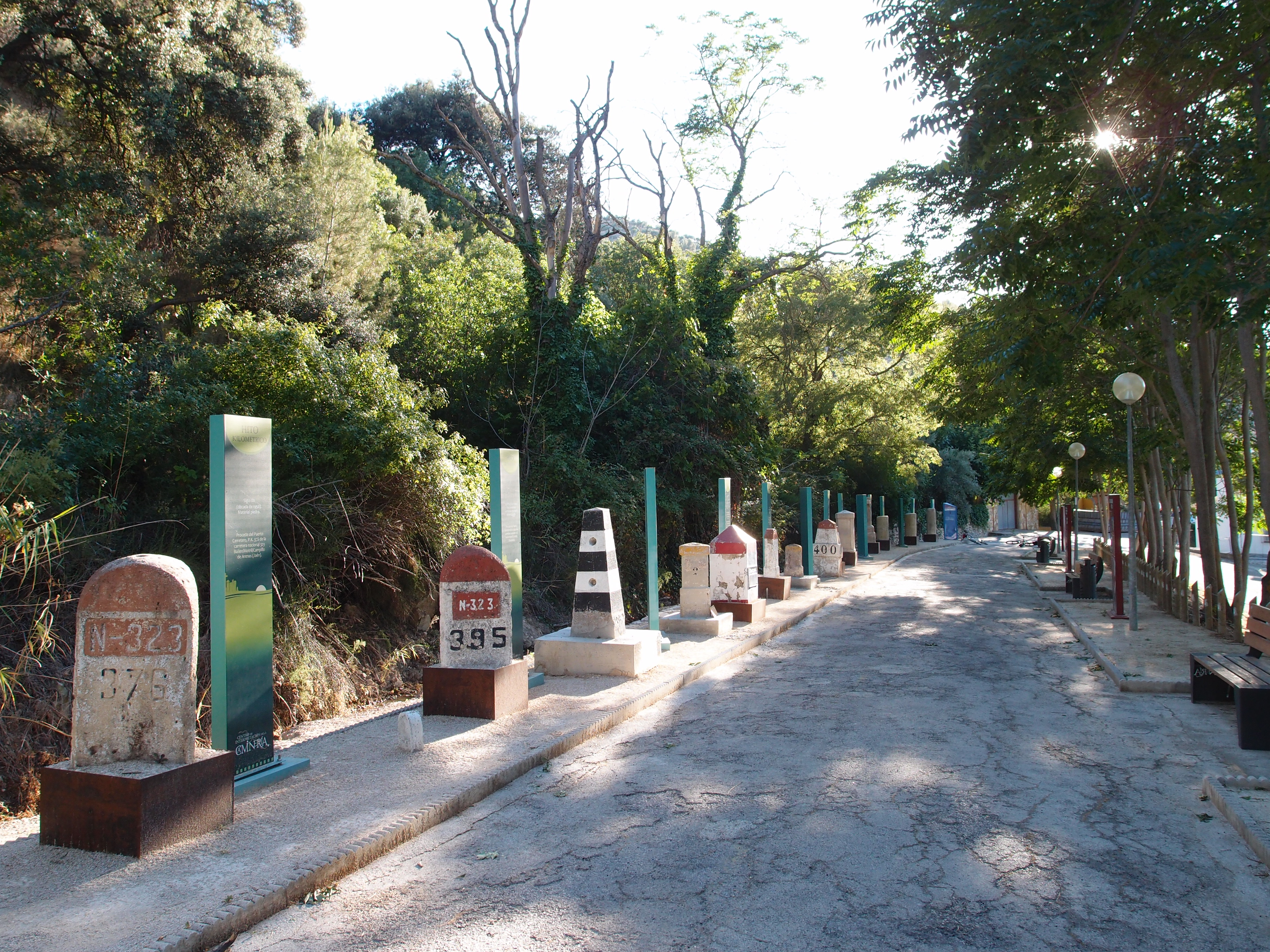
Museo a cielo abierto de señales camineras en La Cerradura, Jaén

La «Orden de la Caminería» de La Cerradura, ha organizado en un centro de interpretación de la localidad un «Centro de Interpretación de la Caminería», con diferentes hitos kilométricos de diferentes épocas.

#### Carreteras
Las principales carreteras que atraviesan las áreas urbanas de la provincia permiten conectarse rápidamente con otros territorios. Son las carreteras que forman los ejes Norte-Sur, N-IV-Bailén-N-323, y Oeste-Este, N-IV-Bailén y N-322, de titularidad estatal.
Si bien es cierto que la conversión en vía de alta capacidad del primer eje ha respondido a necesidades estratégicas de carácter nacional, no cabe duda de que estas autovías han mejorado la posición de la provincia de Jaén en el sistema nacional e internacional de territorios, pues han contribuido a incrementar la calidad de las relaciones con los grandes centros de demanda y servicios regionales y nacionales, especialmente con Madrid, Córdoba, Sevilla y Granada, ciudades con las que la provincia mantiene obligadas relaciones administrativas.
Queda por desarrollar sin embargo una actuación vital, el principal eje vertebrador de la provincia de oeste a este, que es la actual N-322 (futura A-32), que será el enlace a través de Albacete con Murcia y el próspero Levante, tan vital para el desarrollo de Jaén, aunque su ejecución va muy retrasada. Otra vía importante será la Autovía del Olivar, en proceso de ejecución para unir Úbeda con Estepa (provincia de Sevilla) pasando por la capital, numerosas localidades de la provincia y de la subbetica cordobesa.

#### Ferrocarril

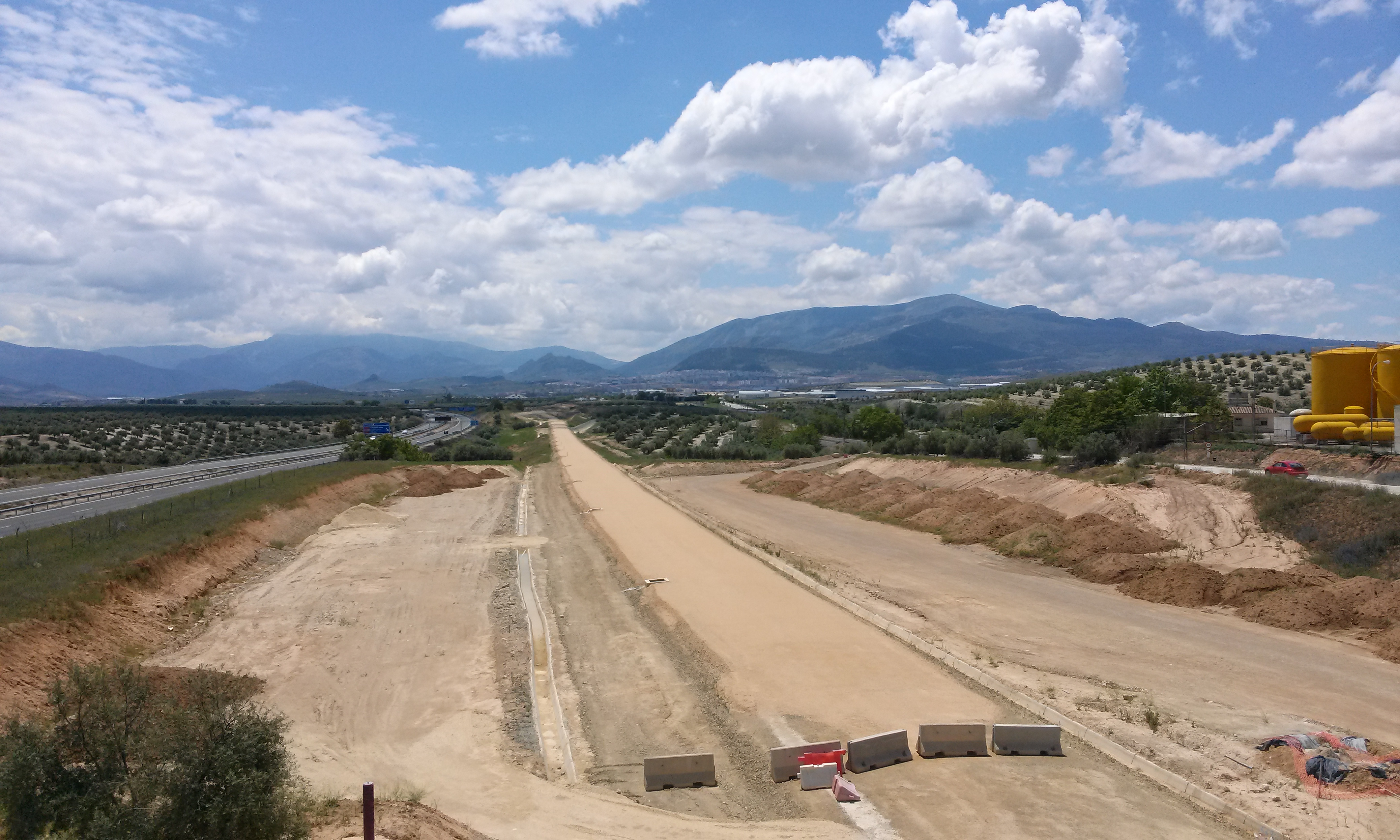
Obras de la línea de alta velocidad en mayo de 2016, sección del tramo Grañena-Jaén, la ciudad de Jaén al fondo

En cuanto al ferrocarril, puede decirse que las comunicaciones férreas de la provincia de Jaén son bastante deficientes después del desplazamiento de servicios hacia el NAFA (nuevo acceso ferroviario de Andalucía) a través de Córdoba por la vía del AVE.
El mayor nudo de comunicaciones de la provincia se encuentra en la Estación Linares-Baeza, situada en la pedanía homónima de la ciudad de Linares. Le siguen la Estación de Espeluy (en el municipio de Espeluy) y la Estación de Jaén en la Capital de la provincia. También subsisten las estaciones de Andújar, Jódar-Úbeda y Vilches, aunque la reducción de sus servicios hace que su futuro sea incierto.
La mayor inversión prevista para la provincia en cuanto a ferrocarril se refiere es la futura línea Línea de alta velocidad Madrid-Jaén y la conexión a la velocidad alta andaluza por Córdoba. A pesar de la demanda, el ferrocarril está muy relegado por las administraciones, aunque históricamente tuvo una gran importancia.
No obstante, las comunicaciones han sido, y siguen siendo la gran rémora que no permite despegar a la provincia [cita requerida].

#### Aeropuerto
En el territorio provincial no existe aeropuerto propio; sin embargo, como medida singular se designó simbólicamente al Aeropuerto de Granada como Aeropuerto Federico García Lorca de Granada y Jaén, que dista 106 km de Jaén, 152 km de Baeza y más de 200 km de Cazorla; razón por la que sigue siendo una legítima reclamación provincial.
Otros aeropuertos cercanos a la provincia, son el de Albacete y el de Córdoba. Sin embargo actualmente se está construyendo otro aeropuerto en la provincia de Ciudad Real, el Aeropuerto Central CR, y otro para la ciudad de Antequera.

## Patrimonio histórico

### Pinturas rupestres tipo levantino
Localizadas en las Sierras de Segura, Cazorla y Las Villas y en sierra Morena. El conjunto de la pintura rupestre es importante en esta provincia y está más extendida de lo que es el grupo recientemente declarado Patrimonio de la Humanidad por la UNESCO.
Destacan los abrigos conservados en los municipios de Quesada, Santiago-Pontones, Segura de la Sierra, Santisteban del Puerto y Aldeaquemada, donde se concentra el mayor número de pinturas. Existen conjuntos como el abrigo de la Tabla de Pochico, un grupo de figuras alineadas en dos bloques y en el conjunto se aprecian tanto figuras levantinas como esquemáticas. Otro ejemplo se encuentra en la Cañada de la Cruz, en Pontones, donde se plasma un conjunto de pinturas entre las que destaca una figura femenina con el cuerpo muy estilizado y apariencia similar a otras encontradas en Albacete y Murcia.
Un caso de gran interés, por su proximidad a un grupo demográfico importante como es Jaén capital, es el paraje de Otíñar donde se suma a este patrimonio, el etnográfico de montaña y ambiental de bosque mediterráneo, la arquitectura megalítica funeraria de la Edad del Cobre, y arquitectura medieval militar.

### Patrimonio arqueológico íbero
Se conocen 545 sitios en la provincia, de los cuales sólo un diez por ciento es conocido por metodología arqueológica, y una parte importante del mismo se supone ya hoy irrecuperable.
Cualitativamente, por su interés histórico y por su monumentalidad, destaca por los edificios funerarios como la Cámara de Toya en Peal de Becerro o Castellones de Ceal en Hinojares, militares, caso de las fortificaciones (oppidum) de Puente Tablas en Jaén, Atalayuelas en Fuerte del Rey, Torrejón en Torredelcampo o Giribaile en Vilches. También por los de carácter religioso como los santuarios de Castellar, Despeñaperros, en Santa Elena y el Pajarillo en Huelma, pero sobre todo hay que incluir el interés del patrimonio escultórico de piedra de Porcuna y Huelma, además de la toreútica de los santuarios de Despeñaperros. Se trata de un patrimonio escultórico único en toda el área ibérica y comparable a las mejores colecciones mediterráneas de la antigüedad clásica. A todo ello se añade la promoción que ha tenido el conjunto escultórico gracias a las exposiciones internacionales de los años 1997 y 1998 en París, Barcelona y Bonn que han contado con la imagen de piezas de Jaén en la cartelería de presentación.
Como se habrá observado, además, se trata de un patrimonio muy repartido territorialmente y con un desarrollo potencial amplio, con al menos dos museos con colecciones mueble de alto valor: el Museo Monográfico de Cástulo y el Museo Provincial de Jaén.
En la ciudad de Jaén se está construyendo un Museo Ibérico para aglutinar todo el patrimonio íbero provincial. También está previsto un parque temático sobre la zona de Marroquíes Bajos, a propósito de los grandes hallazgos arqueológicos en esta zona de la capital.

### Arquitectura renacentista
Está también muy repartido territorialmente, aunque presenta un foco base en Úbeda-Baeza, desde el que se irradia al resto provincial. De hecho, los cascos renacentistas de Úbeda y de Baeza están declarados Patrimonio de la Humanidad, destacando Sacra Capilla del Salvador, el Hospital de Santiago ambos de Úbeda y la catedral y el Palacio de Jabalquinto de Baeza. Por su parte, en Jaén capital sobresale su catedral, obra cumbre de Vandelvira, figura clave de este movimiento artístico en la provincia.
Al margen de estas tres ciudades, en el renacimiento en la provincia cabe destacar las cercanas localidades de Sabiote, con el castillo palaciego de Francisco de los Cobos y la iglesia de San Pedro; Villacarrillo, con la iglesia de la Asunción, uno de los grandes templos proyectados por Andrés de Vandelvira; y Canena, con el castillo palaciego que el propio Francisco de los Cobos encargó construir a Vandelvira. Otras obras que destacan entre las construidas en esta época son la iglesia de Santa María la Mayor de Andújar, la casa consistorial de Martos, el Antiguo Convento de Santo Domingo de La Guardia de Jaén único por su Ochavo de La Guardia obra de Vandelvira, el palacio de los Marqueses de Viana en Garcíez, la iglesia de San Pedro Apóstol de Torredonjimeno, la iglesia Mayor Abacial de Alcalá la Real y la iglesia de la Inmaculada Concepción de Huelma.

### Legado andalusí
Más concentrado por el suroeste provincial, como el caso del Castillo de Alcaudete, Baños de la Encina, o de la Abadía y Castillo de la Mota de Alcalá la Real. En toda la provincia existen numerosos ejemplos de la cultura árabe, algunos de ellos son los siguientes:
- Jaén: denominada Yayyan por los árabes, capital de cora del mismo nombre tiene como ejemplos más relevantes las Murallas, Baños Árabes (los más grandes que se conservan en Europa), restos de mezquita (alminar y patio de abluciones) en la iglesia de la Magdalena, Torre Bermeja, y Castillo, además casi todo el casco antiguo mantiene el trazado de época andalusí
- Porcuna: torreón de Boabdil el chico
- Martos: restos de la alcazaba y medina
- Andújar: restos de las murallas árabes
- Baeza: restos de murallas y fortificaciones árabes, palacios árabes, Puerta de la Luna en la fachada Oeste de la Catedral
- Úbeda: restos de murallas y fortificaciones árabes
- Segura de la Sierra: Muralla y Baños árabes
- Jódar: Muralla de la Puerta del aire, con su torre albarrana y su castillo restaurado
- Iznatoraf: restos de murallas y arcos de la antigua fortaleza árabe y su arco del arrabal
- Arjona: tampoco se puede negar la existencia de numerosos rasgos árabes y andalusíes en esta ciudad, donde nació el rey Alhamar

### Castillos de frontera
Existe un importante patrimonio cultural de naturaleza militar, sobre la Ruta de los Castillos de la Frontera, vinculado al papel jugado en la Edad Media por las Órdenes Militares de Calatrava y Santiago y, además, un conjunto de castillos que durante largo tiempo separó los reinos cristianos de los islámicos.
Estos conjuntos configuran un complejo patrimonial que cabría definir como Castillos de la Orden de Calatrava, Castillos de la Orden de Santiago y Castillos de la Frontera. El primer grupo cuenta con manifestaciones en Lopera y Alcaudete. El segundo contaría, entre otros, con los inmuebles de Segura de la Sierra y Hornos. El tercero, con lugares como Cazorla, Huelma, Albanchez, Jódar, La Guardia, Jaén y Alcalá la Real.

### Patrimonio minero
La zona minera del área de Andújar, Baños de la Encina, Linares, Vilches y La Carolina, cuenta con un excelente patrimonio arqueológico de la Edad del Bronce, sobresaliendo los casos de Peñalosa en Baños de la Encina, los castilletes mineros ibero-romanos de Los Escoriales, Salas de Galiarda, El Centenillo o Palazuelos, y los complejos de fines del XIX e inicios del XX de La Rosa o La Tortilla.
El patrimonio arqueológico minero documentado es de gran calidad y cuantitativamente muy numeroso, aunque adolece de restos significativos de fases intermedias entre la etapa romana y contemporánea que pudieran definir un itinerario diacrónico de la minería a través de la Historia. Es posible que falte en este momento un mayor desarrollo de la investigación que complete estos vacíos de conocimiento. En todo caso, no existe en todo el sureste español un patrimonio minero tan importante. (los únicos equiparables hasta este momento de características semejantes y que cuenten con una política de puesta en valor mínimamente desarrollada, serían los de León y Huelva en torno a Riotinto).

### Lugares históricos de las batallas
Dada la importancia de la batalla de Baecula que volcó la segunda guerra púnica a favor de los romanos, de Navas de Tolosa que abrió toda Andalucía a la conquista castellana o de Bailén que significó el comienzo del ocaso de Napoleón, y su primera gran derrota, y la proximidad espacial de las tres, es posible contar con un patrimonio excelente que, sin embargo, está por reconstruir.
A todo ello hay que añadir otra serie de lugares históricos que se encuadran en el mismo marco territorial y temático y que han pasado más desapercibidos, tales como es el caso del frente Porcuna-Lopera durante la Guerra Civil, del asedio al Santuario de la Virgen de la Cabeza, o del papel jugado por La Carolina, Jódar y Arquillos en los últimos momentos de las acciones militares del general Riego. La detención del general Riego se llevó a cabo después de la derrota de Jódar y el general, con unos veinte de sus hombres, anduvo algún tiempo errante por las montañas hasta llegar a la Villa de Torreperogil. Allí, un vecino de Vilches, llamado López Lara, lo condujo al cortijo que hoy lleva su nombre y que antiguamente se llamó Vaquerizones. Mientras descansaba fue delatado y detenido por los guardias realistas y autoridades de Arquillos. Desde este lugar fue conducido a La Carolina y posteriormente le trasladaron a Madrid, donde se le juzgó el día 5, y el 7 del mismo mes de noviembre de 1823 fue ahorcado en la plaza de la Cebada de Madrid. Así en 1833, la reina Isabel II le concedió a Arquillos la independencia por haber entregado, diez años antes, al general Riego.

### Patrimonio etnológico del aceite
La cultura del aceite, al tratarse Jaén de una zona con una agricultura de monocultivo del olivar, es de gran interés. En este, se integran la arquitectura rural (cortijos, caserías, haciendas), distintas formas de cultivo reconocibles en el paisaje, tecnologías de producción como los distintos tipos de molinos, gastronomía, tradiciones lúdicas, leyendas, métodos de trabajo, músicas y obras literarias asociadas a esta tradicional cultura mediterránea definida por el cultivo y la producción del aceite. La ubicación de un centro de interpretación de la cultura del aceite en torno al Museo de la Hacienda La Laguna, en Baeza, permite plantear un punto de referencia clave para la comprensión del modo de vida jiennense.
El Centro de Interpretación Olivar y Aceite es un centro de carácter turístico y museístico dedicado a divulgación del aceite de oliva virgen y situado en el edificio de la Casa de la Tercia de Úbeda. En la actualidad consta de más de 1 200 metros cuadrados incluyendo diferentes salas entre las que destacan un área de museo, salas de exposiciones, aulas de cocina e infantiles, salas de conferencias y formación.

## Cultura
No podemos radiografiar, siquiera someramente, el perfil de la vida cultural jiennense sin hacer referencia a los núcleos de actividad existentes en Úbeda, Baeza, Linares, Alcalá la Real, Andújar, Cazorla, etc. Las respectivas Concejalías de Cultura, que cuentan por lo general con personal técnico encargado de la programación y coordinación de diversas actividades. Por lo general, las ciudades reseñadas mantienen una programación global, integradora de música, danza, teatro, artes plásticas, exposiciones, conferencias, etc., aunque a lo largo del año se dibuja de forma destacada algún acontecimiento cultural de relevancia provincial, autonómica o incluso nacional. A destacar:
- Jaén: Premio Internacional de Piano, Festival de otoño de Jaén, Festival de Cine Documental, Festival de Teatro Alternativo Jaén Subterránea, Folk del Mundo, Festival de Música Lagarto Rock (ya desaparecido), Festival de Rockabilly Alligator Rockin Jaén en Danza y Festival de Jazz Entre Olivos.
- Úbeda: Festival de Música y Danza, Ciclo de Música de Cámara, Festival Internacional de Música de Cine, Festival de Cuentos y Literatura de Úbeda, Muestra de teatro de otoño, Maratón de teatro Ciudad de Ubeda, Maranatha, Festival flamenco Activo, Fiestas del Renacimiento, Jornadas de Astronomía y Astrofísica de Úbeda.
- Baeza: Festival de Música y Cursos de verano de la Universidad Internacional Antonio Machado, Folk del mundo, Skull of Metal, Fiestas del Concejo (medievales), Premio de poesía Antonio Machado.
- Úbeda y Baeza: Festival de Música Antigua de Úbeda y Baeza, Festival de Jazz de Ubeda-Baeza, Semana Machadiana.
- Martos: AstroMartos. Encuentro Astronómico de importancia nacional, celebrado por primera vez en 2002, organizado por la Asociación Astronómica Hubble, con sede en la ciudad Tuccitana, pero que cuenta con socios de toda la provincia.
- Alcalá la Real: Etnosur.
- La Carolina: concurso de Agrupaciones Carnavaleras La Carolina, Ciudad del Carnaval, concurso de pintura rápida Ciudad de La Carolina, festival de teatro Otoño cultural, cursos de verano de la Universidad de Jaén Intendente Olavide.
- Villacarrillo: Corpus Christi. Con fama a nivel nacional, cuenta con el distinguido Pregón del Corpus Christi, al cual asisten personalidades de gran trascendencia de la literatura en lengua castellana, así como también celebra el famoso Premio Nacional de Poesía Corpus Christi de Villacarrillo.
- Jódar: Festival de Arte Flamenco, Cita con la música Folk, festival decano del sur de Europa.
- Cazorla: Festival Internacional de Teatro, Bluescazorla.
- Linares: Festival de Danza y Artes Escénicas y Certamen de Ajedrez. Festival Internacional de Jazz Ciudad de Linares, Concurso de Tarantas, y sobre todo el Torneo Internacional de Ajedrez.
- Andújar: Universidad de otoño, Festival de cajón, de Teatro Grecolatino.
- Segura de la Sierra: Festival Internacional del Aire.
- Torres: festival de música funk.
- Porcuna: Miaque Festival.

### Folclore provincial
El folclore de Jaén, rico y variado, conserva huellas de las distintas invasiones y dominaciones que pisaron su suelo. Posiblemente tenga que ver el hecho de haber sido durante años, tanto en la Baja Edad Media como más tardíamente durante las repoblación de las nuevas poblaciones, tierra de colonización, en la que se citaron cristianos viejos procedentes del norte de la Península, con especial presencia de aragoneses.
Las influencias de las provincias limítrofes son fácilmente identificables en esta puerta entre Andalucía y Castilla. Los atuendos, los instrumentos, las canciones, las tradiciones, las romerías y demás manifestaciones folclóricas de Jaén recuerdan a veces a Castilla, a veces a Aragón y Levante, a veces a Andalucía. Jotas, boleros, melenchones y fandangos son los bailes predominantes en la provincia de Jaén. Las jotas, movidas y de gran variedad de pasos, tradicionalmente bailadas durante la recolección de la aceituna, se acompañan de instrumentos de cuerda y pequeñas castañuelas o crótalos. También son bailes tradicionales los fandangos, el bolero, malagueñas, toreras y seguidillas. El traje típico de la mujer jiennense está compuesto por unas chinelas, medias blancas, enaguas cubiertas con vestidos de finos dibujos o rayas y grampañuelo de Manila. Como complementos usan preciosos zarcillos y una mantilla negra. Por su parte, los hombres conservan el típico calzón corto de paño, faja encarnada larga y ancha, camisa abrochada al cuello con dobles pasadores de plata, zapatos blancos de becerro y botas cordobesa abiertas a los lados a manera de polainas, con flecos de correa hacia abajo.
La asociación Lola Torres, ha hecho la labor de recoger toda esta tradición desde los años 40.

### Variedades dialectales de Jaén
La provincia de Jaén, por su aislamiento entre Levante y La Mancha, presenta unas características perturbadoras o reforzadoras del dialecto meridional castellano. Es una provincia condicionada por el valle del Guadalquivir; la feracidad de este valle motivó que vinieran también repobladores de origen leonés desde Córdoba y Sevilla remontando el curso del río hasta Baeza; de ahí que en toda la cuenca del Guadalquivir, desde Baeza hasta Andújar, se encuentren fenómenos lingüísticos con algunos rasgos de Andalucía Occidental, tales como el seseo, que en un principio se daba en nueve poblaciones, pero se ha ido perdiendo en algunas ciudades, aunque todavía prevalece en Torredelcampo, Bailén o Andújar. Además, en la Loma comienzan fenómenos manchego murcianos que llegan hasta las estribaciones últimas de las sierras de Segura y Cazorla. Queda un reducto, tras la sierra de Alcalá la Real, con grandes parecidos a la vega granadina; y, por último, las zonas colindantes con Ciudad Real presentan fenómenos nítidamente castellanos.
La capital de la provincia está alejada y equidistante de las áreas provinciales anteriores, y el reciente crecimiento de la población le está dando un habla sintetizadora de todas las corrientes lingüísticas de la provincia.

### Gastronomía
La gastronomía de la provincia de Jaén son todas las costumbres y usos culinarios propios de la provincia de Jaén. Su ubicación de puente entre Andalucía y Castilla-La Mancha (además de pertenecer al interior) la hace muy rica y peculiar. Por un lado la cocina jienense de la franja norte y centro es prácticamente manchega. Mientras que por el sur posee muchas influencias granadinas y al oeste de la cocina cordobesa. Históricamente algunos de sus preparaciones encuentran su origen en la cocina andalusí y mozárabe del periodo medieval, así como en las preparaciones culinarias pastoriles típicas del norte de la provincia.

### Deporte
El fútbol sala es un deporte con gran tradición en la provincia con abundantes equipos profesionales entre los que destaca el Jaén Fútbol Sala que vive en la actualidad una época dorada al convertirse en campeón de la Copa de España de 2015, siendo el club más laureado del fútbol sala andaluz. también ganó la de 2018 y fue tres veces seguidas subcampeón de la copa del rey de fútbol sala. En su palmarés destacan además, dos campeonatos europeos de campeones UEFS, en las dos primeras ediciones celebradas en 1991 y 1992.
El Unicaja Jaén es el club de la provincia más laureado en atletismo y lanzamientos.
El Jaén Rugby se encuentra en la Segunda División de la liga nacional.
La provincia cuenta con dos vías verdes para la práctica del senderismo y el cicloturismo. 
- La Vía Verde del Aceite aprovecha los 55 km del trazado de la antigua y desmantelada línea ferroviaria Jaén-Campo Real. Discurre por las sierras béticas al sur de la provincia, comenzando en la capital y concluyendo en el río Guadajoz, en Alcaudete, tras pasar por Torredelcampo, Torredonjimeno y Martos.
- La Vía Verde del Guadalimar por su parte, cuenta con 15,3 kilómetros y discurre por los municipios de Linares, Ibros, Lupión, Torreblascopedro y Begíjar.

El equipo de fútbol 11 más destacado de la provincia es el Real Jaén Club de Fútbol. Fue fundado en 1922, militó tres temporadas en la Primera División de España, donde estrenó el Camp Nou y el Sánchez Pizjuan. Actualmente está en Tercera división. Otros equipos representativos de la provincia son el Linares Deportivo y el CD Úbeda Viva.

### Medios de comunicación
En prensa escrita y digital destacan en la provincia los periódicos de tirada diaria Diario Jaén e Ideal Jaén. En prensa digital destaca HoraJaén, como el medio de comunicación con más audiencia en toda la provincia.

## Hermanamientos y provincias homónimas
Jaén se encuentra hermanada, desde 2006, con la provincia italiana de Arezzo. Por su parte, en Perú existe la provincia de Jaén, que toma el nombre de su capital, Jaén de Bracamoros, fundada en 1549 por el capitán jiennense Diego Palomino.